# Eva Zippel

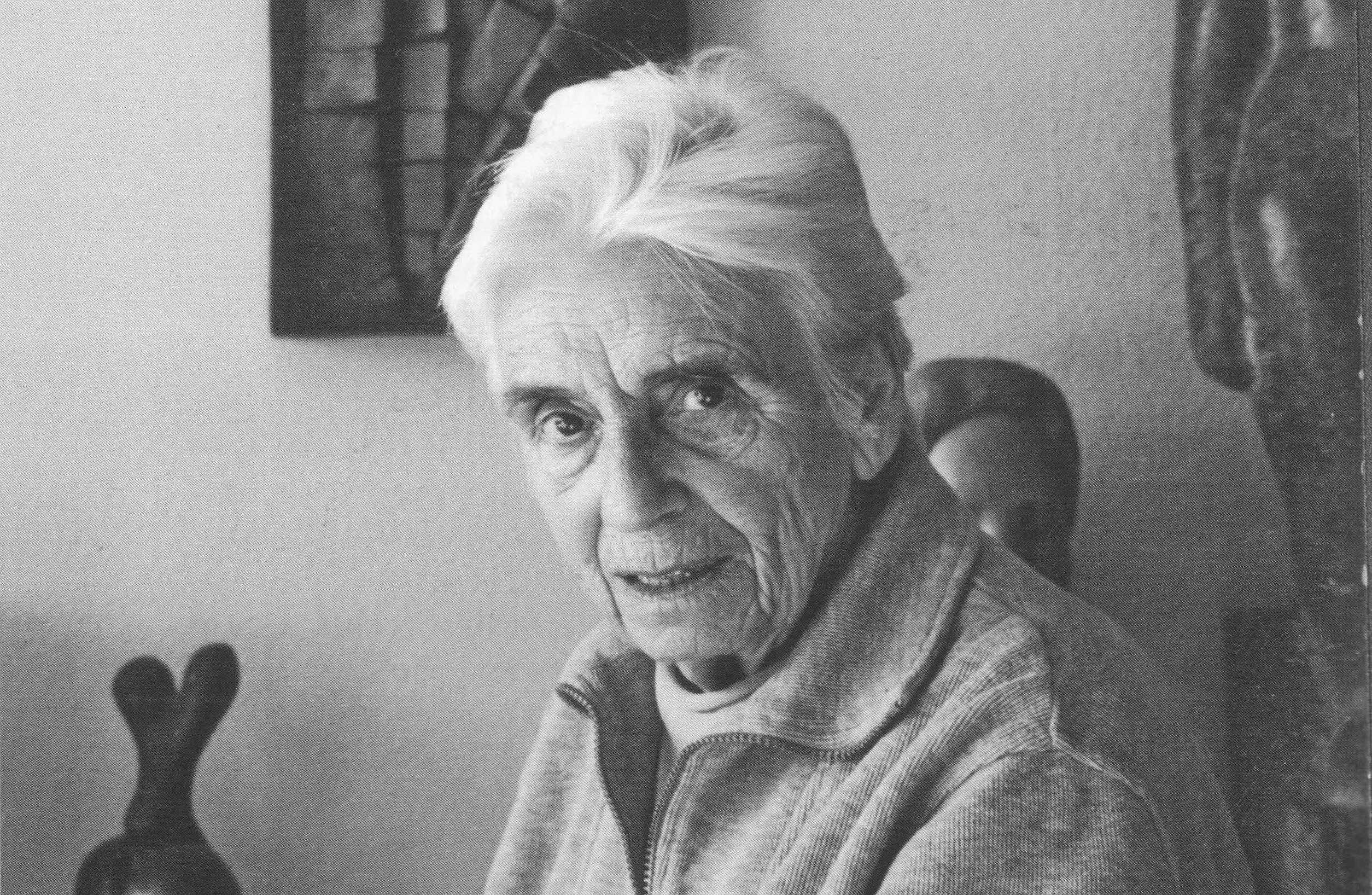
Eva Zippel in ihrem Atelier (2003)

Eva Zippel (* 30. April 1925 in Stuttgart; † 25. Mai 2013 ebenda) war eine deutsche Bildhauerin und Zeichnerin.

## Leben

### Herkunft und Familie
Eva Zippel wurde am 30. April 1925 in Stuttgart als Tochter des Mechanikers Waldemar Zippel (1891–1965) und dessen Ehefrau Emilie Zippel geb. Dohl (1891–1965) geboren. Der Vater war ein talentierter Handwerker und Tüftler, der sich auch für Kunst interessierte, und die Mutter war zeichnerisch begabt.
Ihre ältere Schwester Herta Poddine geb. Zippel (1921–1986) war Malerin und Graphikerin. Sie war verheiratet mit Salvatore Poddine (1936–1972), der als Balletttänzer unter John Cranko arbeitete und ab 1967 als Intendant das Tübinger Zimmertheater leitete. Die beiden Schwestern gaben 1958 gemeinsam das Bilderbuch Nunu der kleine Elefant heraus. Herta Poddines Tochter Dorothee Zippel-Mariano ist Malerin und Bühnenbildnerin und war mit dem Jazzmusiker Charlie Mariano (1923–2009) verheiratet.
Hinweis: Eva Zippel ist nicht verwandt mit der Künstlerin Jeanette Zippel (* 1963).

### Leben in Paris (bis 1939)
Ein Jahr nach Evas Geburt zog die Familie nach Frankreich, wo Eva bis zu ihrem vierzehnten Lebensjahr ihre Kindheit und Jugend verbrachte. Die Familie wohnte zuerst in L’Haÿ-les-Roses, dann in dem benachbarten Bourg-la-Reine, beides Kleinstädte im Süden von Paris. In Paris besuchte der Vater Museen und Ausstellungen und nahm dazu auch seine Töchter mit. Er pflegte Umgang mit dem Kunsthändler Wilhelm Uhde und staffierte die Wohnung der Familie mit Gemälden aus. Eva besuchte das Lycée Marie Curie in Paris, das sie mit der Mittleren Reife abschloss.

### Schule und Studium in Stuttgart (bis 1952)
Bei Ausbruch des Zweiten Weltkriegs 1939 kehrte die Familie nach Stuttgart zurück, wo Eva Zippel ihre Schulausbildung am Katharinenstift 1943 mit dem Abitur beendete. Anschließend wurde sie zum Reichsarbeitsdienst eingezogen, in dem sie bis zum Kriegsende Dienst leisten musste. Nach dem Krieg arbeitete sie bis 1946 in Tübingen als Dolmetscherin für Carlo Schmid, der maßgeblich an der Wiedereröffnung der Eberhard Karls Universität Tübingen beteiligt war. Danach begann sie ein fünfjähriges Studium der Bildhauerei an der neu konstituierten Stuttgarter Kunstakademie. Sie gehörte mit Hans Dieter Bohnet, Bruno Knittel und Fritz Melis zu den ersten sieben Studenten in der Bildhauerklasse von Otto Baum, der zusammen mit Willi Baumeister als „Protagonist für moderne Kunst an der Stuttgarter Akademie“ galt. Zippel profitierte zwar fachlich viel von Baum (sein Einfluss ist deutlich an ihren Werken abzulesen), die erzieherischen Fertigkeiten ihres Lehrers qualifizierte sie jedoch als eine „Pädagogik des Fertigmachens“. Zippel finanzierte ihr Studium und ihren Lebensunterhalt mit Übersetzungen und mit plastischen Modellen für die Kunststoffindustrie.

### Berufsleben
Nach dem Studium arbeitete Eva Zippel von 1952 bis 1975 als freischaffende Bildhauerin in Stuttgart. In dieser Zeit entstanden über 40 Plastiken, Reliefs und Brunnen für öffentliche und private Auftraggeber, daneben zahlreiche freie plastische Werke und Zeichnungen. 1975 wurde sie im Hochbauamt der Stadt Stuttgart als Sachgebietsleiterin für Kunst und Bauen und Denkmalpflege und als Farbberaterin für Neubauten und Bausanierung angestellt. Diese Position nahm sie bis 1985 ein und wandte sich dann wieder der freischaffenden Bildhauerei zu. Daneben betätigte sie sich als Beraterin für Kunst am Bau und Farbgestaltung.
Eva Zippel betätigte sich neben ihrer künstlerischen Arbeit auch schriftstellerisch. Eine Auswahl aphoristischer Lebensweisheiten, anekdotischer Erzählungen und eine einfühlsame Biographie ihres Vaters, die gleichzeitig ein aufschlussreiches Zeitdokument darstellt, findet sich in dem Band Geschriebenes. Nachtgedanken, Erzählungen, Literarische Skizzen.
1988/1989 gewährte ihr das Land Baden-Württemberg ein Stipendium für einen Studienaufenthalt in der Cité Internationale des Arts in Paris. 1995 wurde ihr für ihr künstlerisches Gesamtwerk der Elle-Hoffmann-Preis verliehen.
Sie gewann 1954 mit der Skulptur Gebändigte Kraft eine Ausschreibung in Besigheim und erhielt als Preisgeld 4000 Deutsche Mark. Dieses Geld zahlte sie an den Künstlerinnenverein GEDOK als Baukostenzuschuss und konnte bereits im Herbst eine Atelierwohnung in dem neu errichteten GEDOK-Haus in Stuttgart in der Hölderlinstraße 17 beziehen. Sie war eine der ersten Bewohnerinnen und wohnte bis zu ihrem Tod in dem Haus. Eva Zippel starb am 25. Mai 2013 im Alter von 88 Jahren.

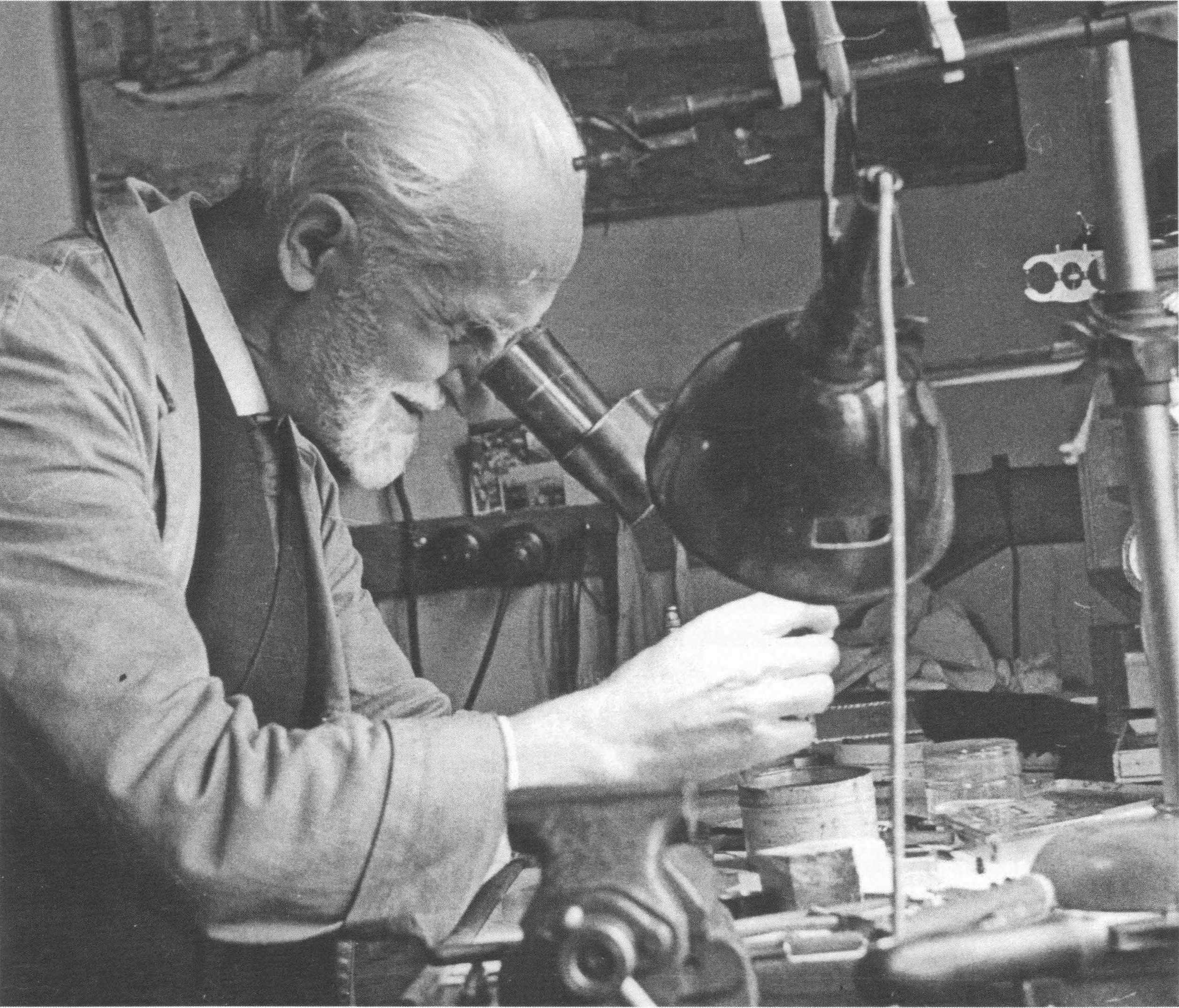
Vater Waldemar Zippel, 1962.
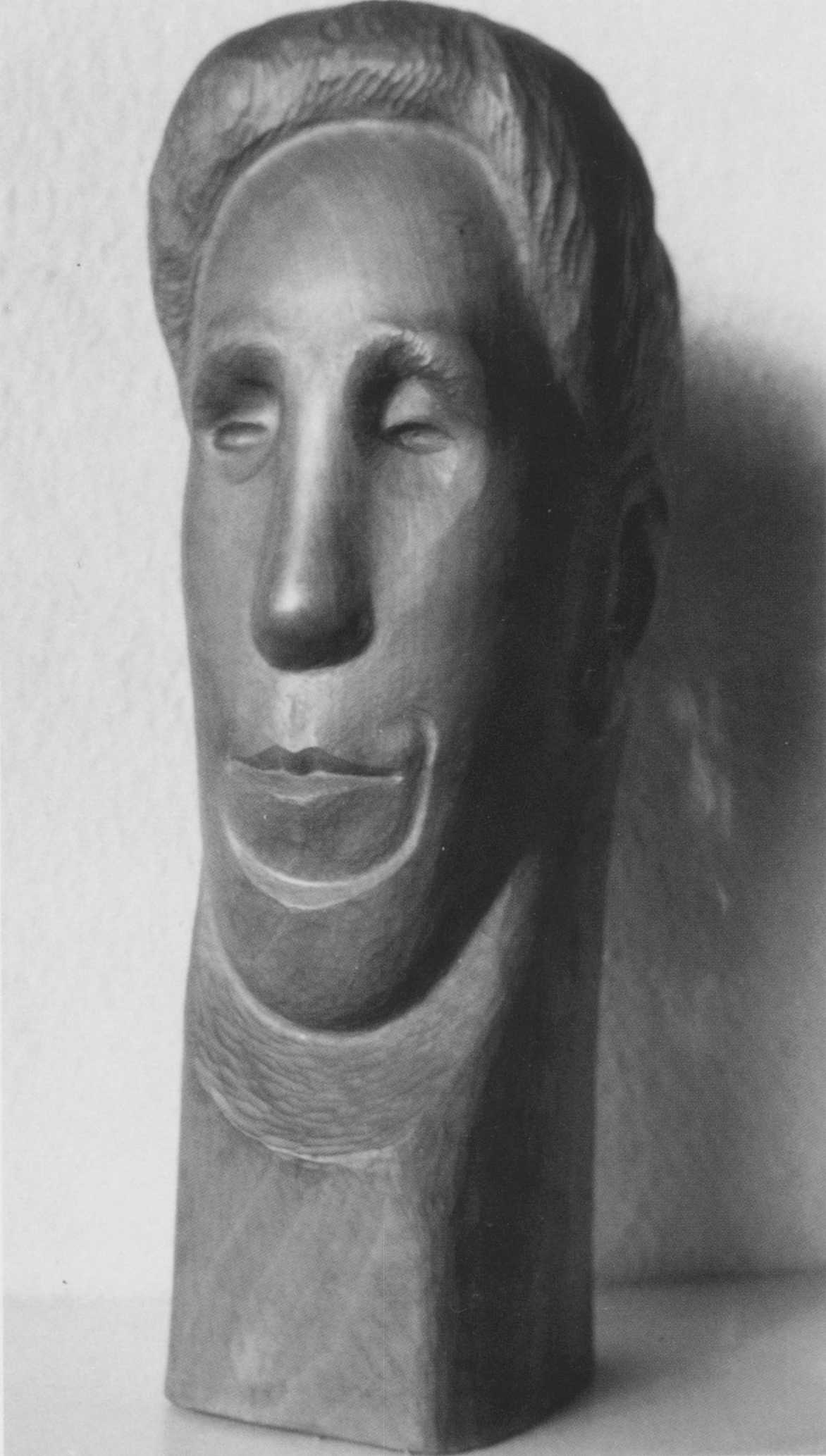
Mutter Emilie Zippel, Porträt von Eva Zippel, 1949.
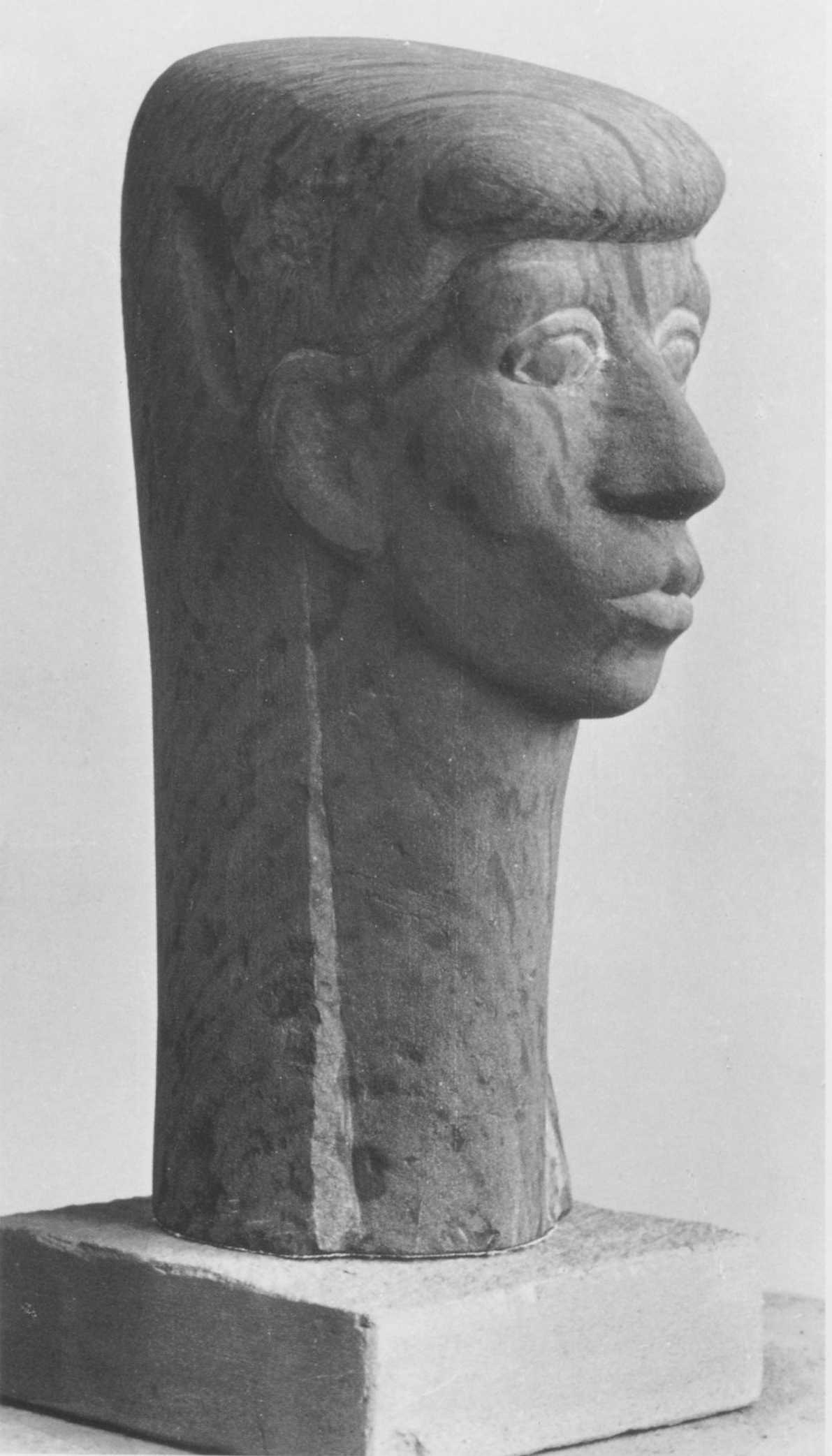
Schwester Herta, Porträt von Eva Zippel, 1949.
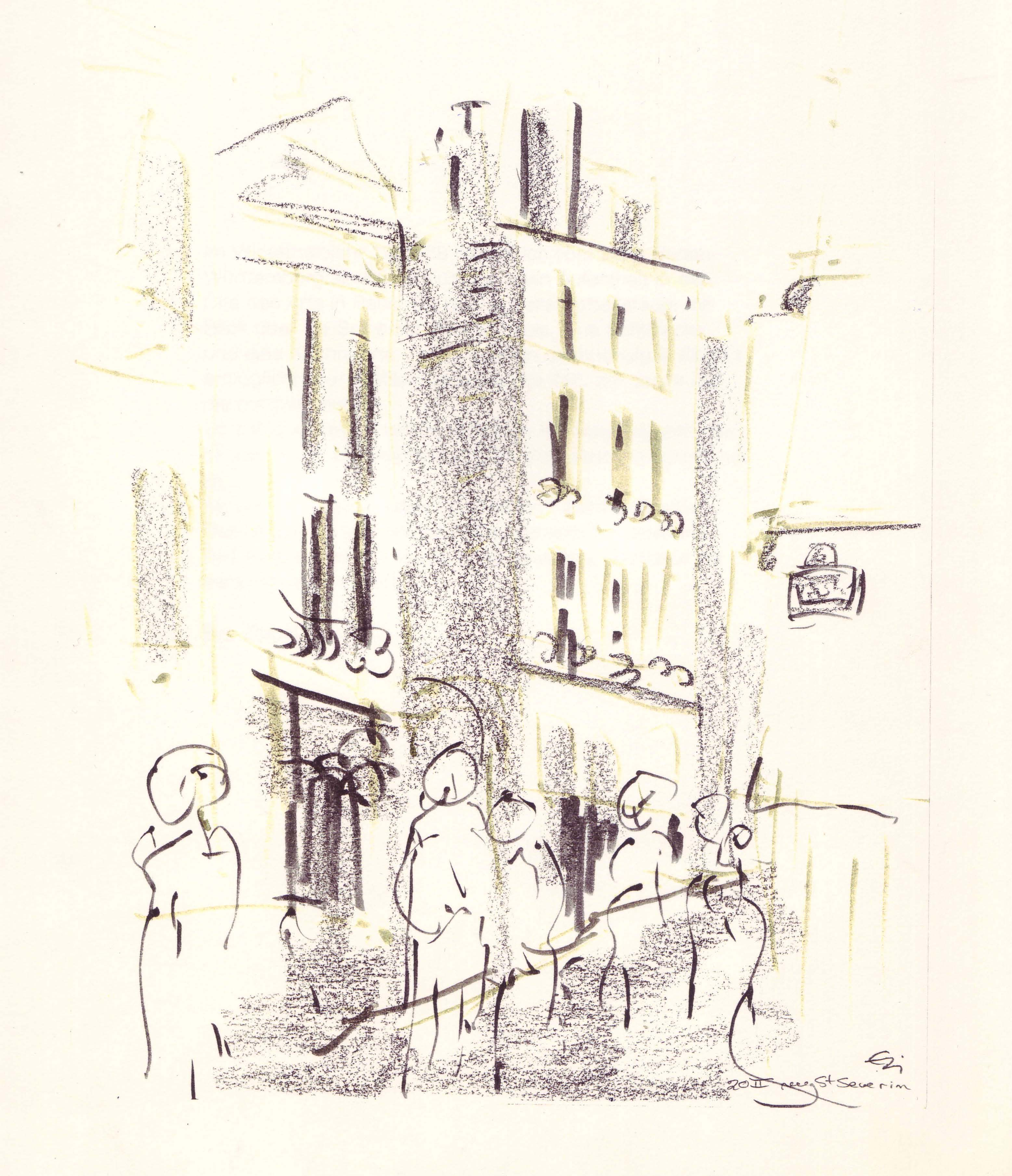
Aus den Pariser Skizzen, anlässlich ihres Studienaufenthalts in der Cité Internationale des Arts, 1989.

## Werk
Hauptquellen: #Gundel 1995, #Fellmer 1990.
Während ihres Studiums bei Otto Baum und auch später ist der Einfluss ihres Lehrers auf Zippels Werk nicht zu verkennen: „Nicht allein in der Formensprache, auch in ihren Motiven wie «Schäfer» und «Ruhendes Rind» sowie in der Wahl der Materialien Muschelkalk bzw. Marmor, orientierte sich Eva Zippel an ihrem Lehrer.“

### Werke im öffentlichen Raum
In den Jahren 1952 bis 1975 gestaltete Zippel über 40 oft architekturgebundene Werke für den öffentlichen Raum, die ihr eine Lebensgrundlage boten. Wie ihre wenigen Kolleginnen hatte Zippel Schwierigkeiten, „sich auf diesem Sektor zu behaupten“: ihre Entwürfe wurden nicht selten von vornherein ausjuriert, bei anonymen Wettbewerben hatte sie größere Chancen, weil sie nicht als Künstlerin erkennbar war. Zippels Arbeiten für den öffentlichen Raum zeichnen sich aus durch den „ebenso erzählerischen wie harmonisch-heiteren Grundzug“, und selbst wenn Baums Stil erkennbar ist, erfuhr dieser doch eine „weibliche Interpretation“. Zu den öffentlichen Arbeiten Zippels gehören:
- Die Skulptur Gebändigte Kraft in Besigheim von 1954.[15]
- Der Neidhart-Brunnen mit einem Mutter-Kind-Tierrelief im Kurpark von Bad Überkingen von 1959.
- Die Skulptur Vater und Sohn mit einer Darstellung des Christophorus-Motivs für die Ameisenbergschule in Stuttgart von 1961.[16]
- Die abstrakte, biomorphe Doppelplastik Zueinander im Hauptstaatsarchiv in Stuttgart von 1970.

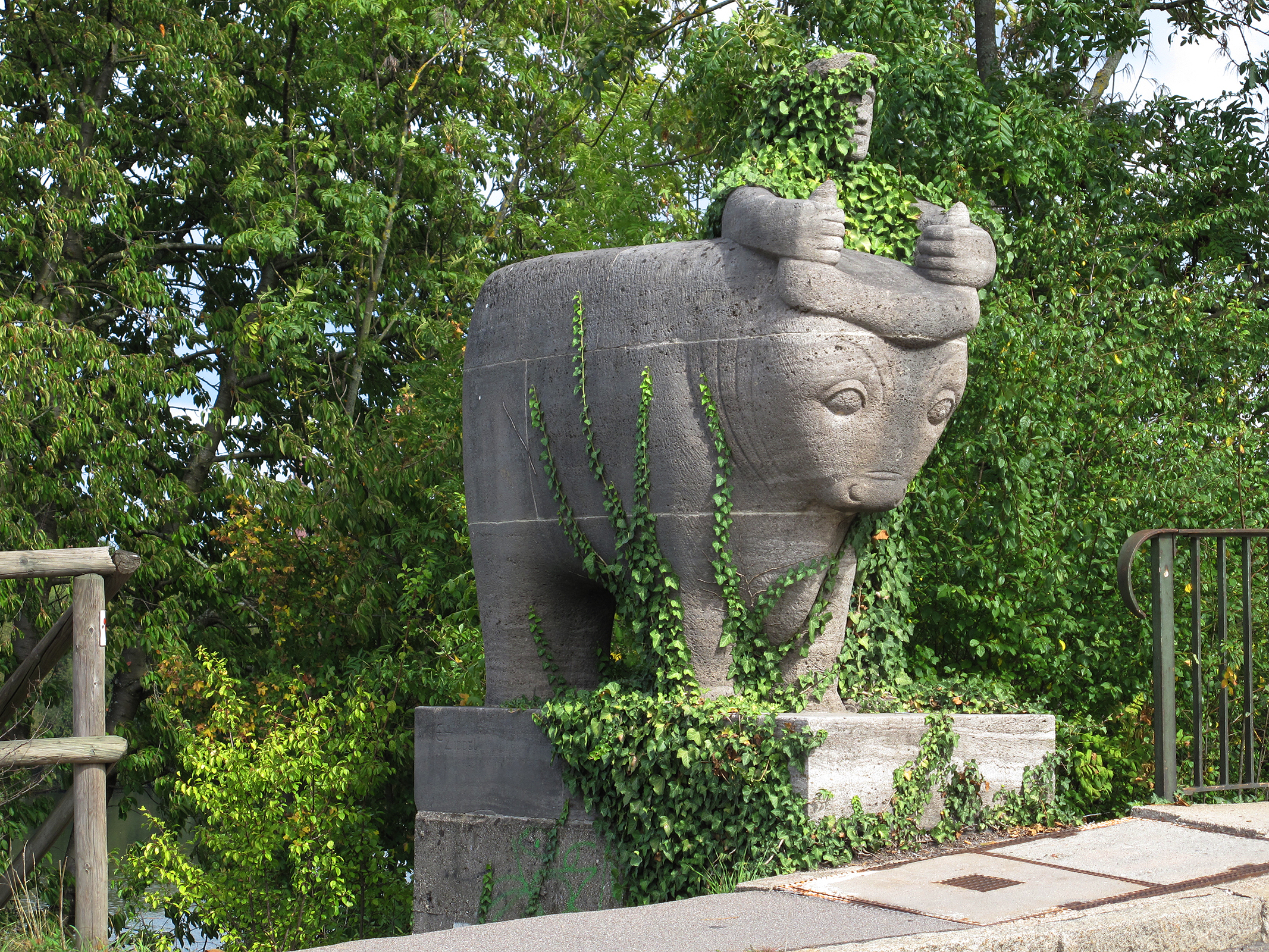
Gebändigte Kraft, 1954.
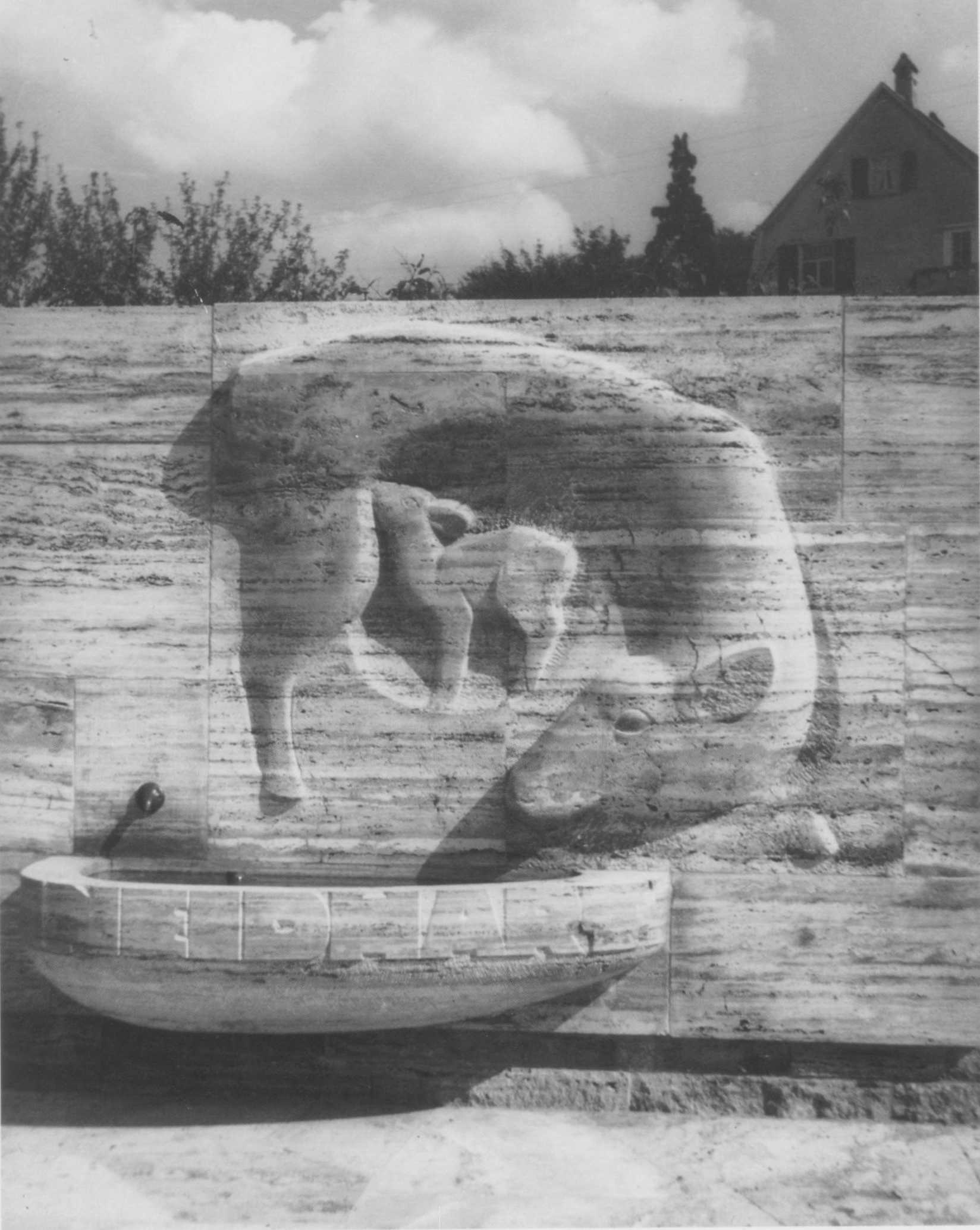
Neidhart-Brunnen, 1959.
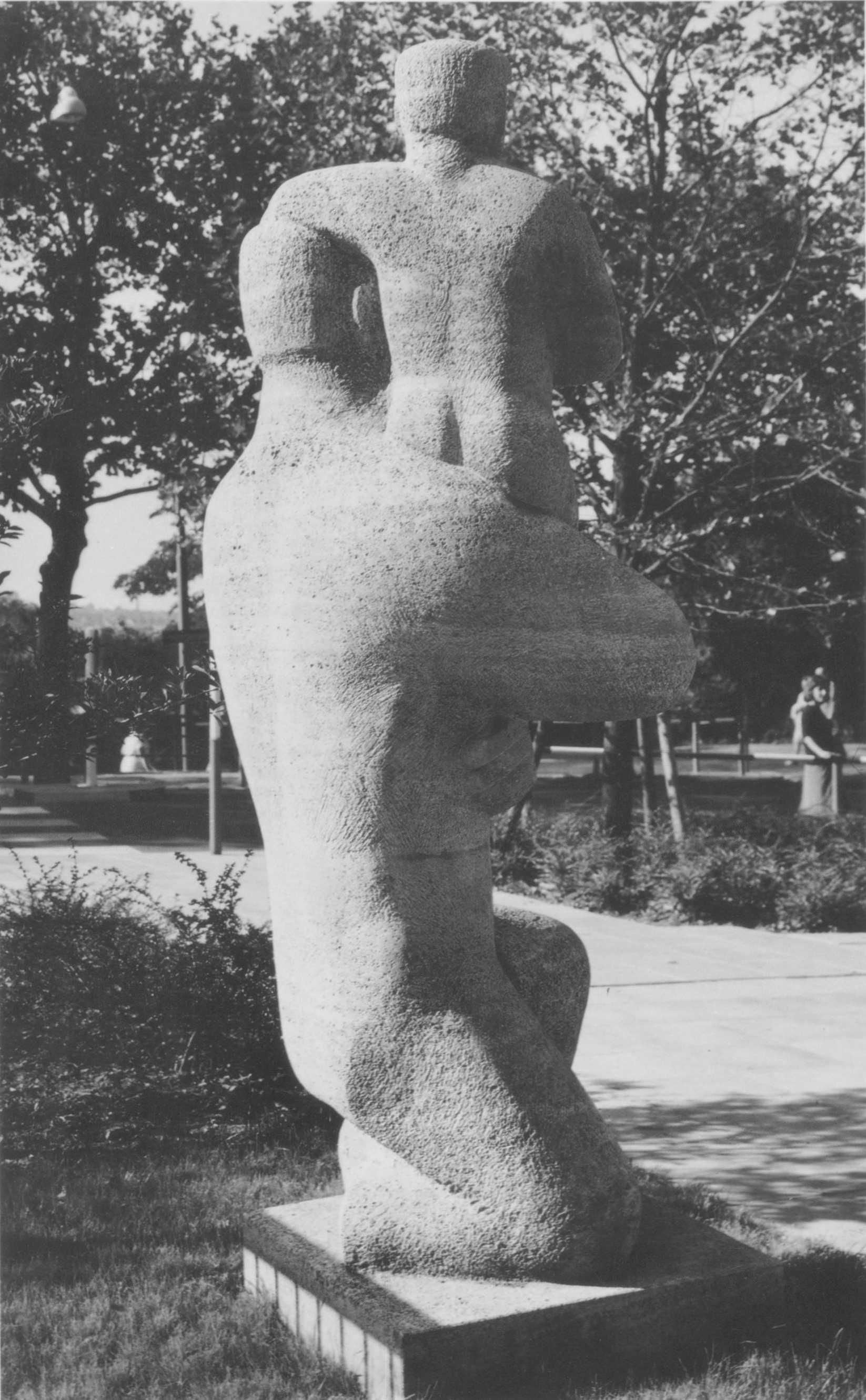
Vater und Sohn, 1961.
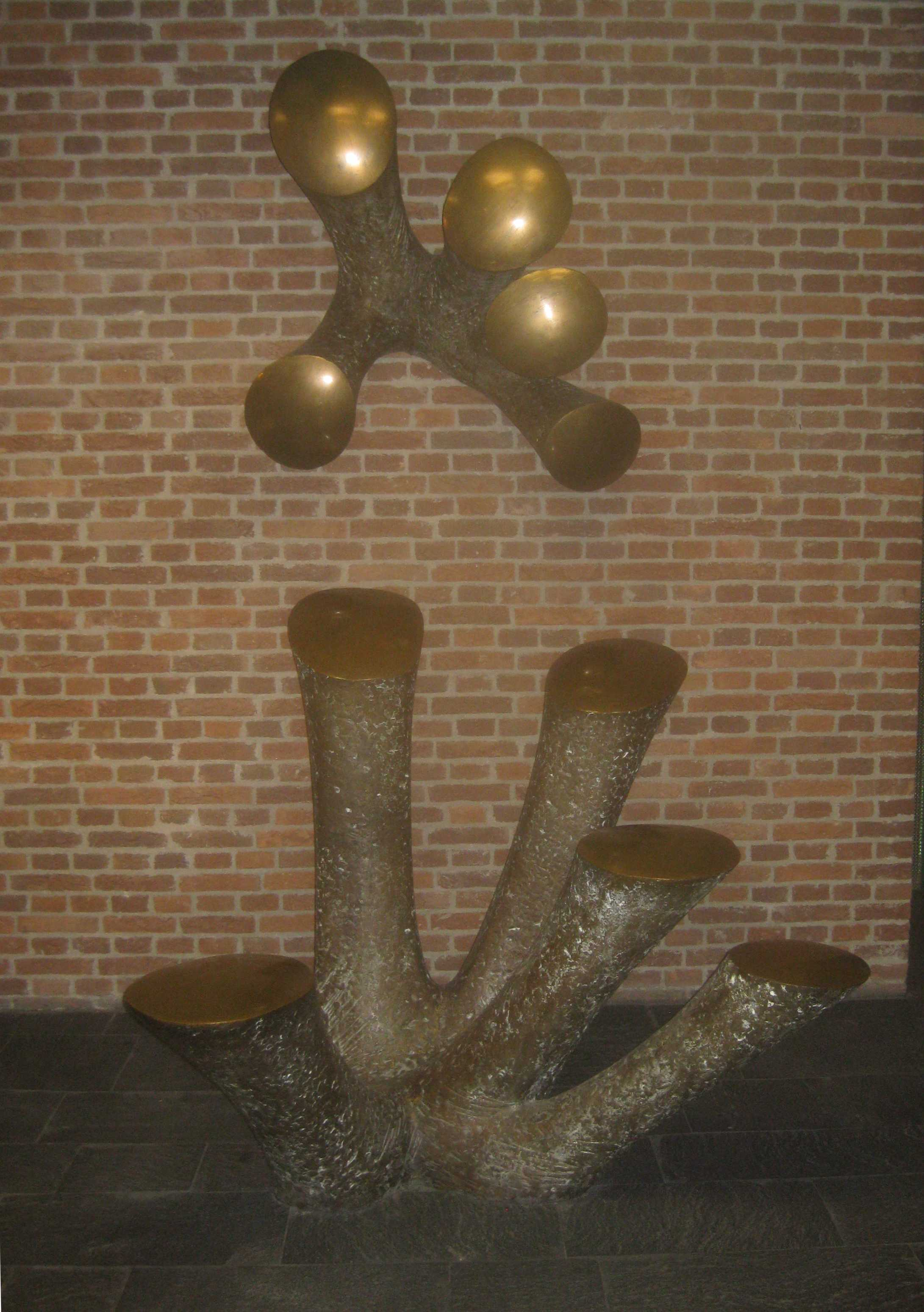
Zueinander, 1970.

### Freie Plastik
Die freien Arbeiten bis in die späten 1950er Jahre sind figurativ, blockhaft und gedrungen, spielen mit konkav-konvexen Formen und ersetzen teilweise die plastische Ausformung durch Ritzungen, z. B. Älteres Ehepaar und Cellist, beide von 1956. Ab der zweiten Hälfte der sechziger Jahre neigte Zippel zur abstrakten Ausformulierung ihrer Plastiken, wenn diese auch symbolische Werktitel tragen, z. B. Gespräch von 1956, Keimling von 1969 und Liegender Torso von 1962. Von 1968 bis 1973 schaffte Zippel eine Werkreihe von Reliefs und reliefartigen Skulpturen in Holz und Blei, die meist um das Prinzip der Dualität kreisen, z. B. Zwei, Sie befühlen sich und Flugsamen von 1969 oder Zwei im Quadrat von 1970.
Schon während ihres Studiums an der Kunstakademie bis in die 1980er Jahre hinein schaffte Zippel immer wieder Porträtköpfe von großer Ausdrucksstärke, deren stilistische Ausformung sich von Fall zu Fall wandelt und expressiv den Charakter der Porträtierten wiedergibt, z. B. die Porträts von Marcia Haydée und Anton Stankowski.

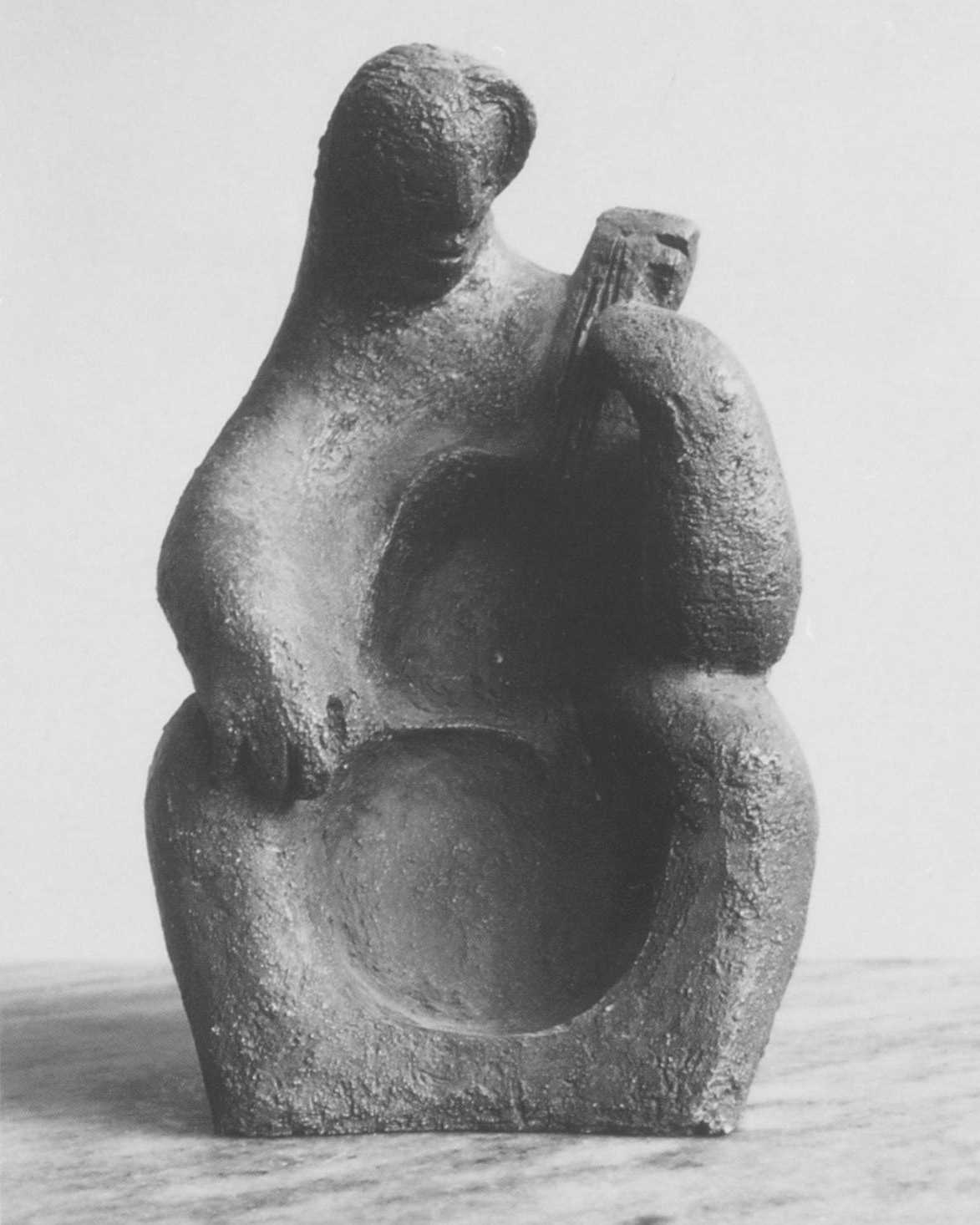
Cellist, 1956.
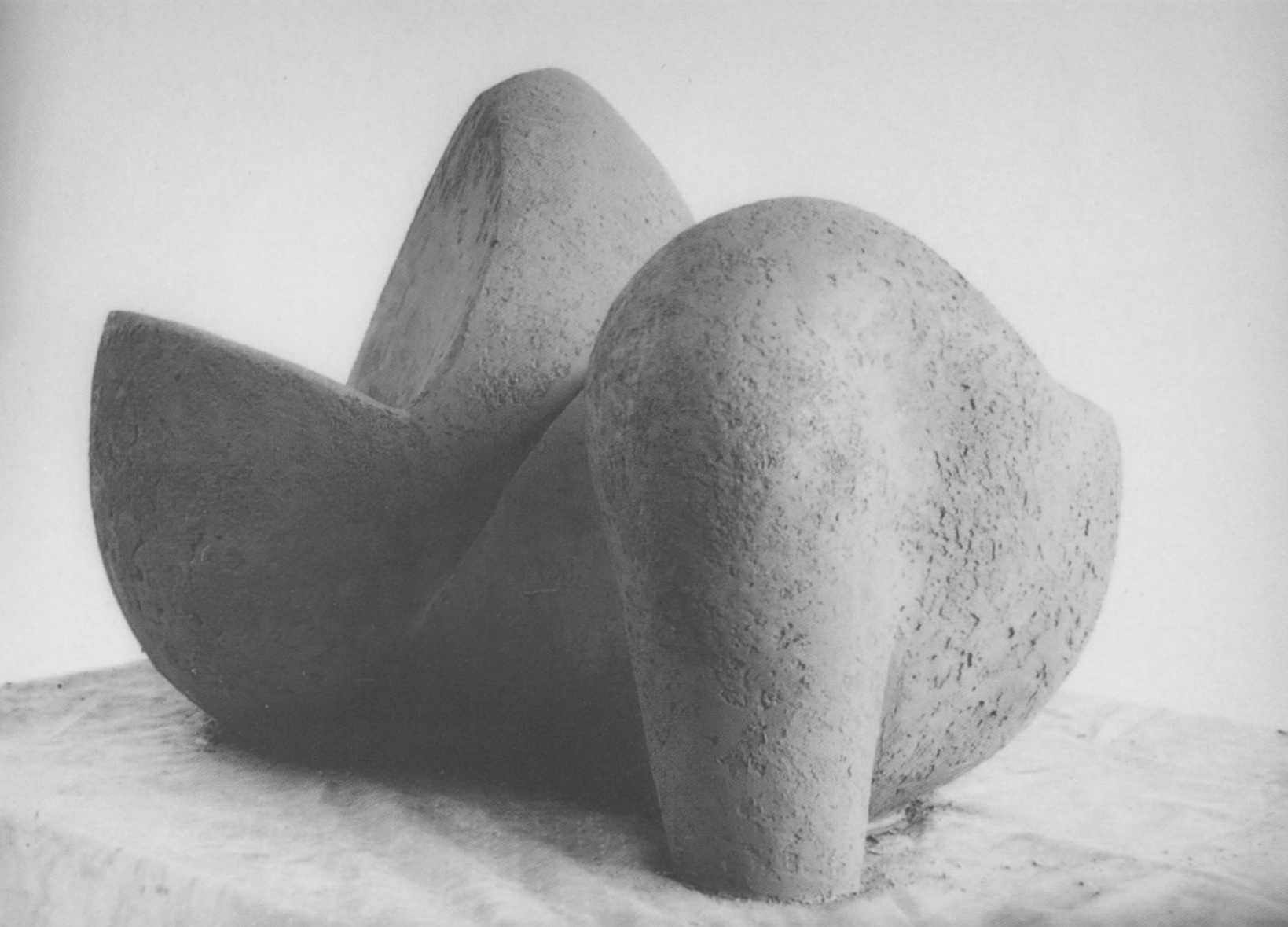
Liegender Torso, 1962.
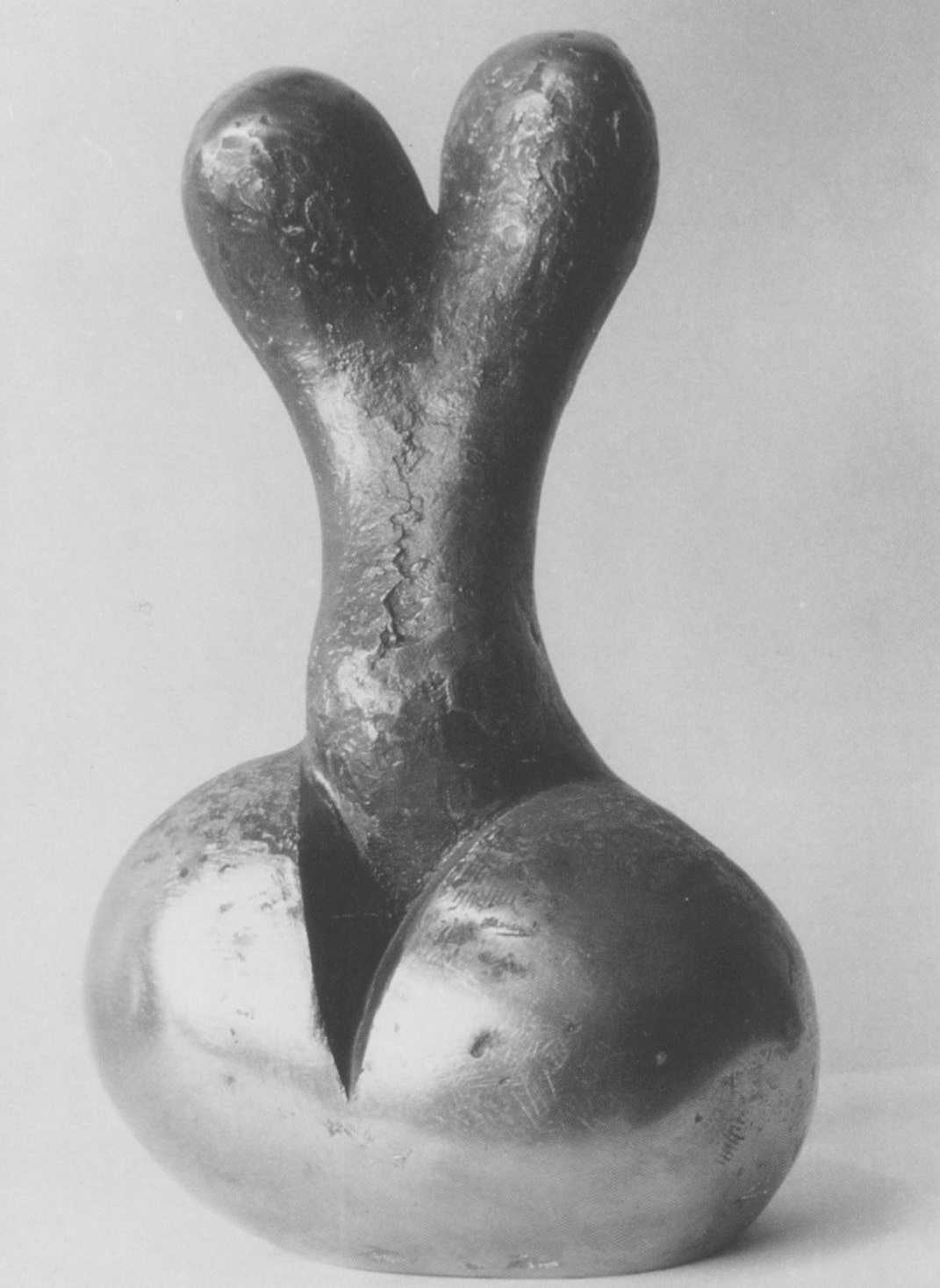
Keimling, 1969.
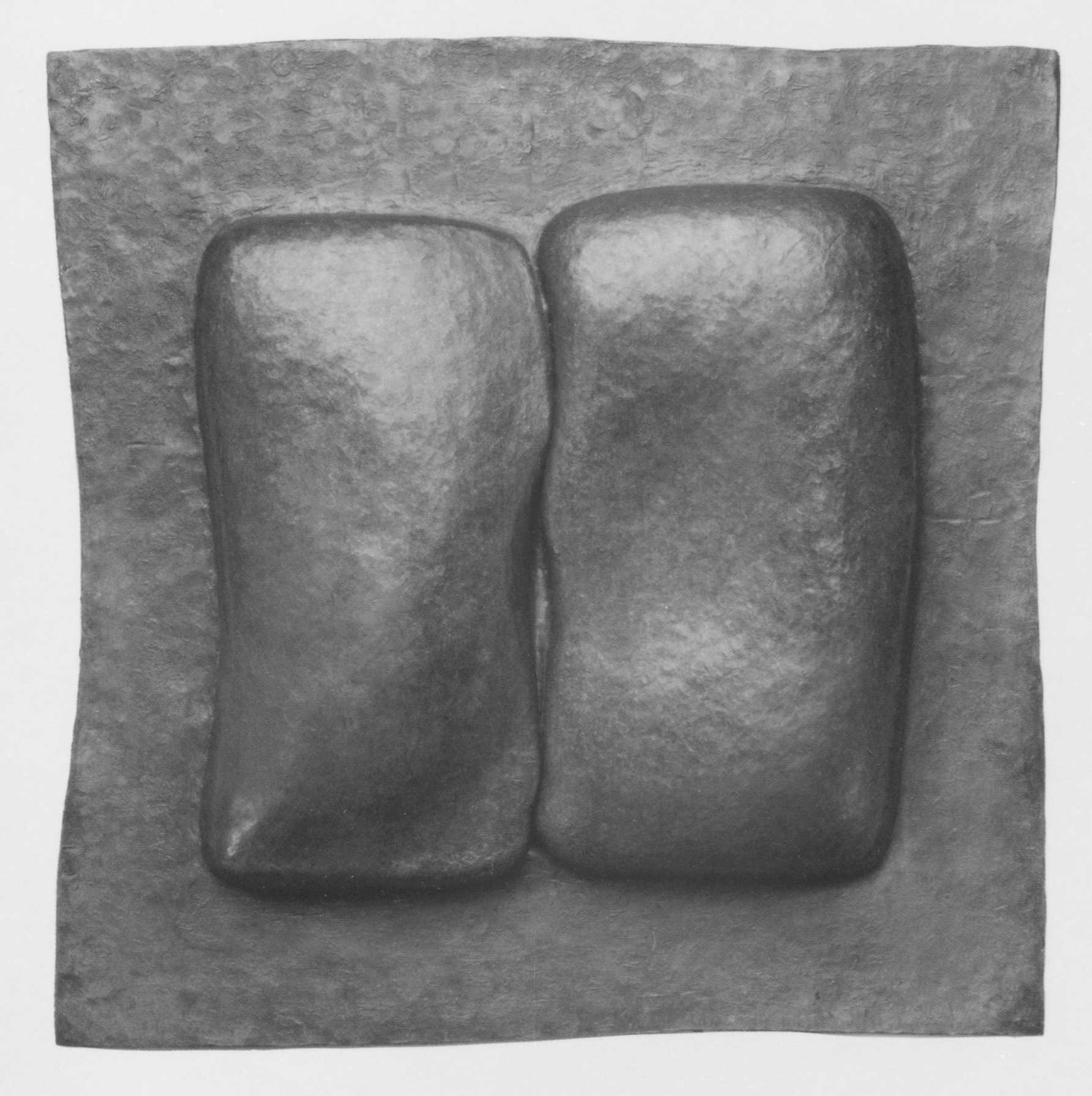
Zwei im Quadrat, 1970.

Neben vollplastischen Porträts entstanden Porträtreliefs, die durch Wechsel zwischen Eintiefung und Hervorhebung zeichnerische Hell-/Dunkeleffekte erzielen und als „plastische Skizzen“ das Charakteristische der Personen hervorheben. Dabei setzte Zippel Bleistiftskizzen, die sie bei Lesungen im Stuttgarter Schriftstellerhaus anfertigte, „in der Stille der Erinnerung an den Ausdruck, die Haltung, die Stimme, den Blick“ plastisch um.

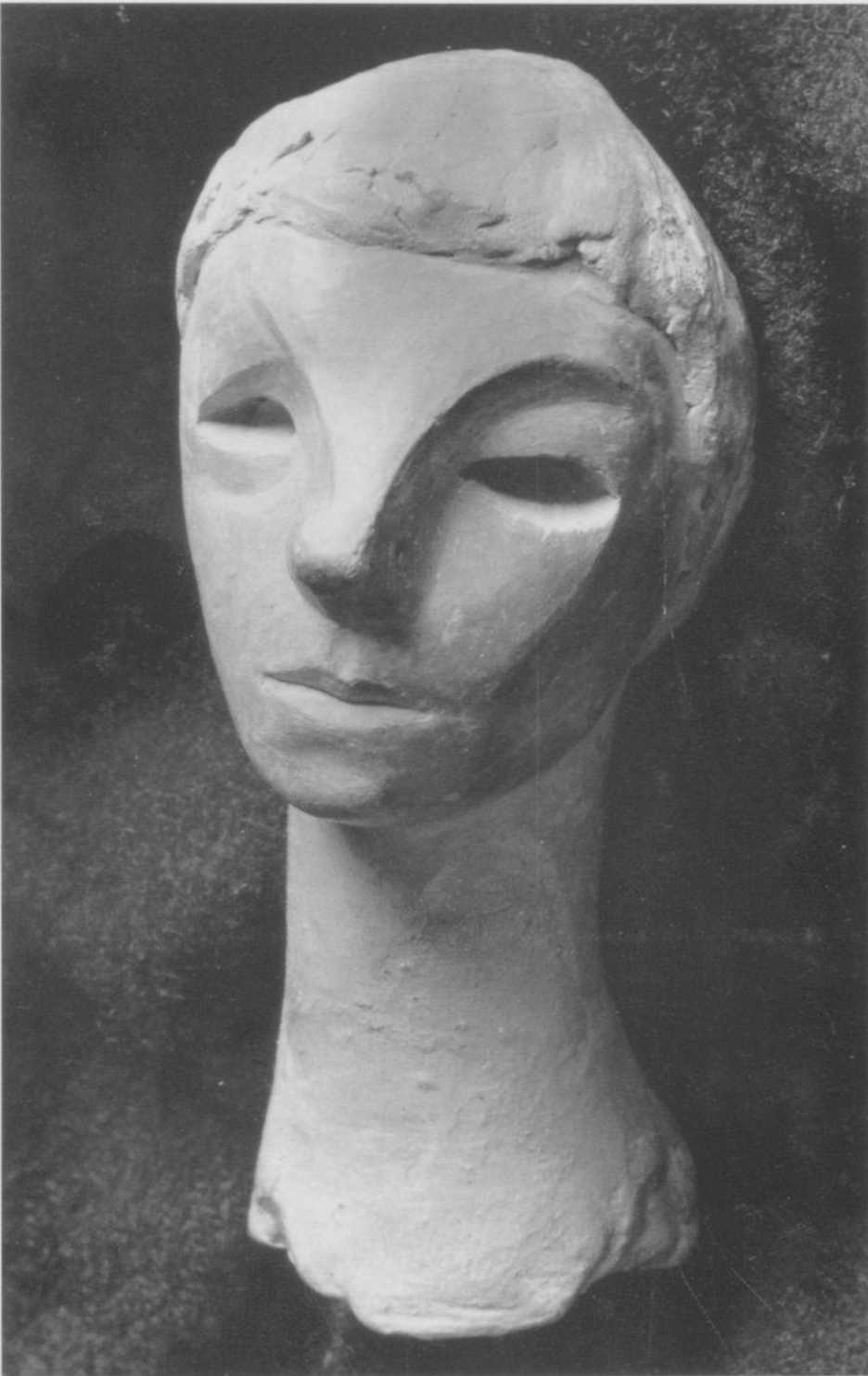
Selbst, 1947.
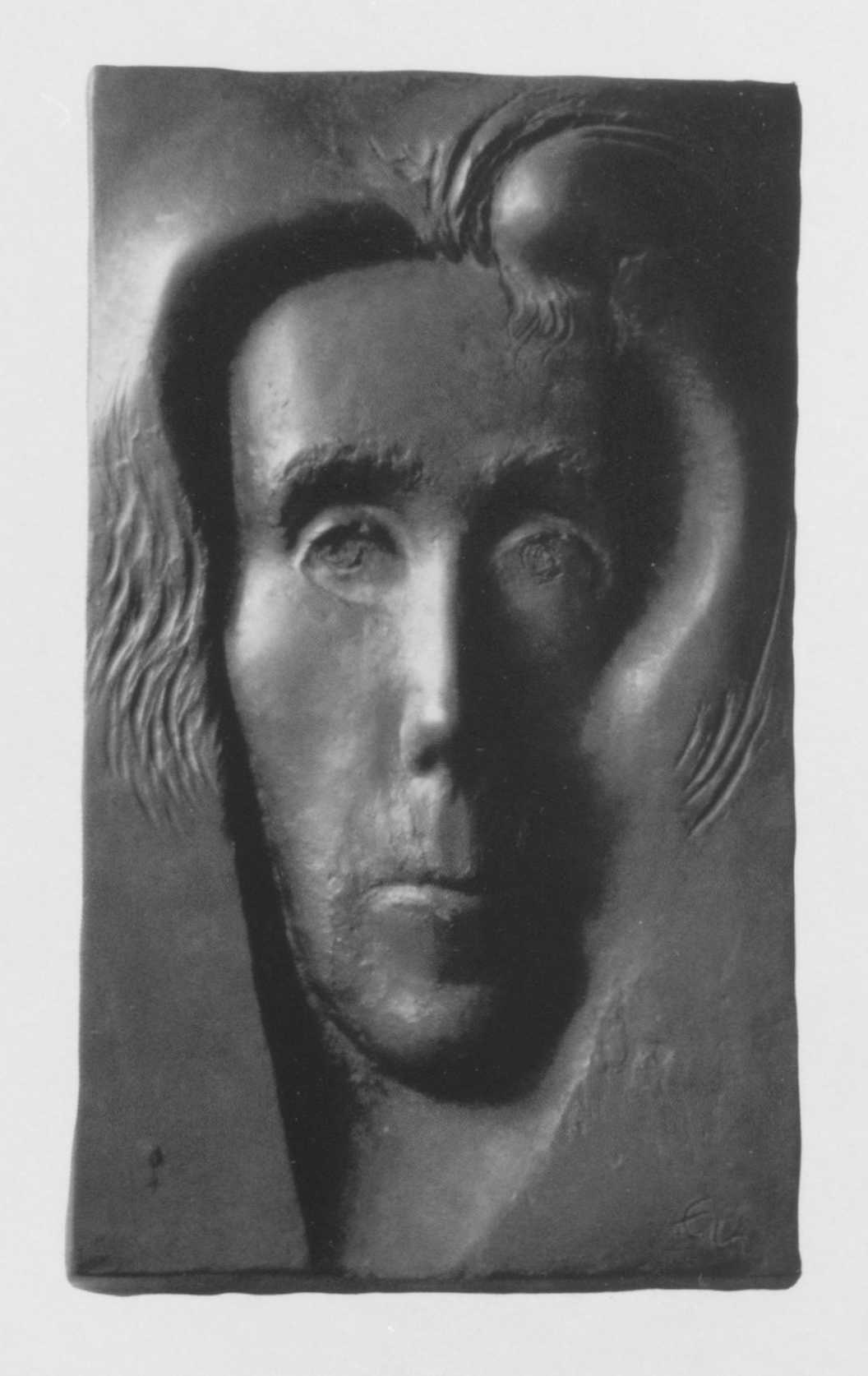
Porträt Elle Hoffmann, 1965.
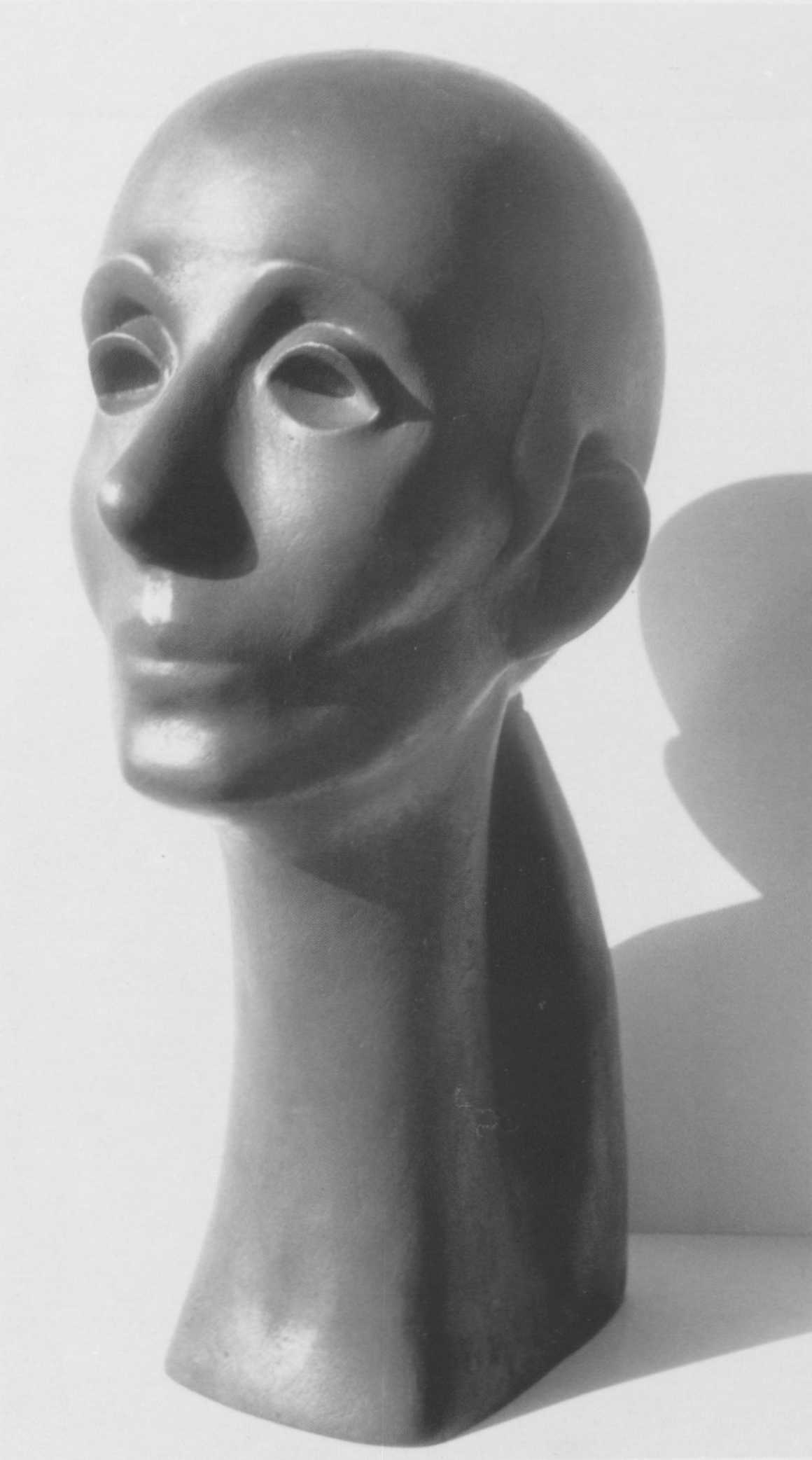
Porträt Marcia Haydée, 1989.
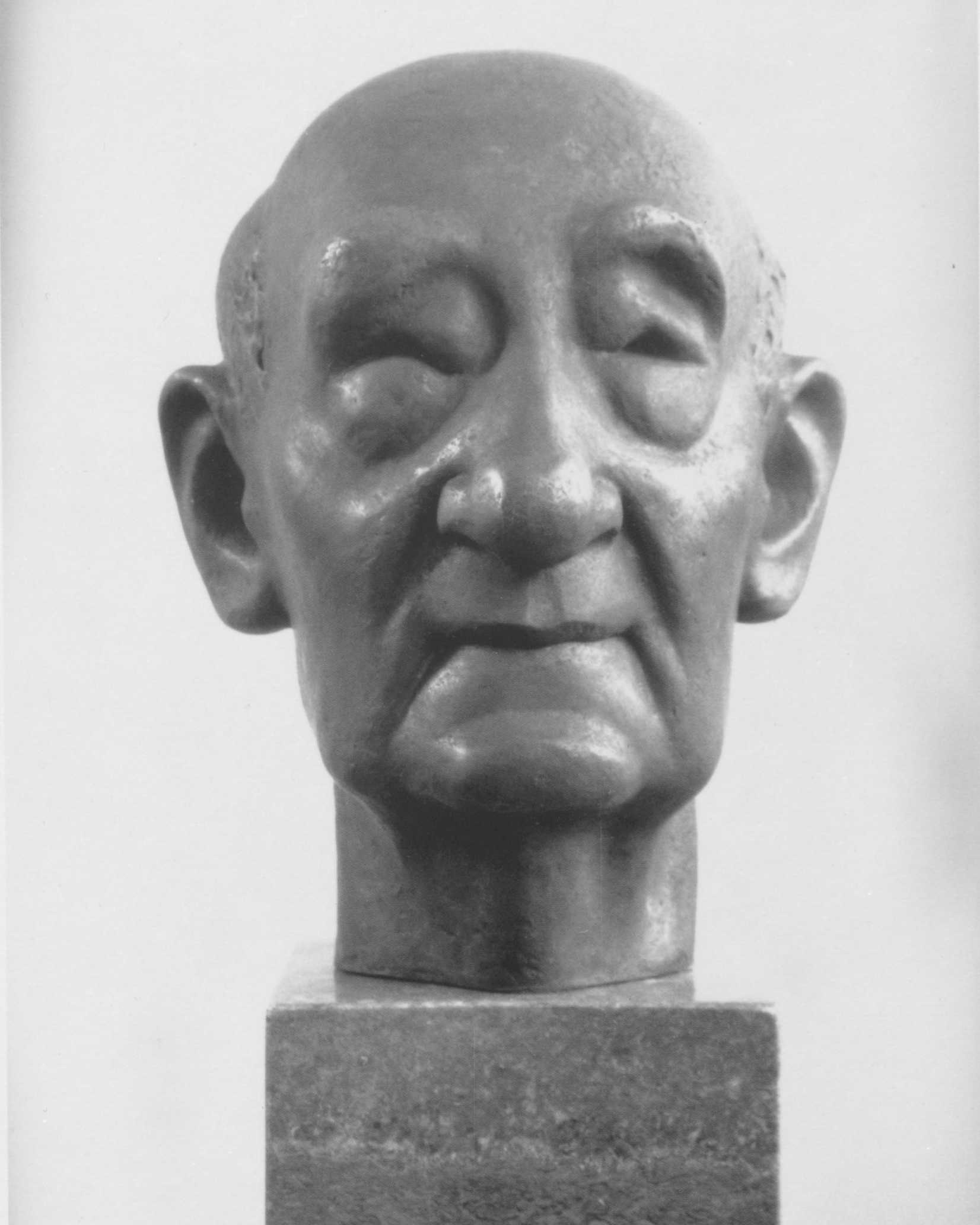
Porträt Anton Stankowski, 1989.

### Zeichnungen
Das veröffentlichte zeichnerische Werk besteht überwiegend aus mit dem Rapidographen angefertigten Tuschezeichnungen (wenn man von den Buchillustrationen in #Zippel 1958 und #Grohmann 1982 absieht). Die Tuschezeichnungen „sind keine Bildhauerzeichnungen im üblichen Sinne mit kräftigen Linien und Konturen“, sie haben vielmehr „überhaupt keine Konturen“. „Die äußerste Feinheit des spitzen Stifts überspinnt die Gesamtfläche mit einer gleichbleibenden, doch im Helldunkelsinne sehr variablen Strichstruktur, eine einzige unendliche Linienbewegung bildet fortlaufend alle Teilformen und Lichtstufen“. Zippel bannt auf diese Art surrealistisch anmutende Interieurs auf das Papier, einsame, menschenleere Landschaften und in einer eigenen Werkreihe „Körperlandschaften“, die immer wieder wechselnde Ausschnitte des weiblichen Körpers zeigen. Es sind Bilder von „heiterer Gelassenheit und Sinnlichkeit, bei denen die ausgesparte Fläche, das Unausgesprochene das Sagen hat“.

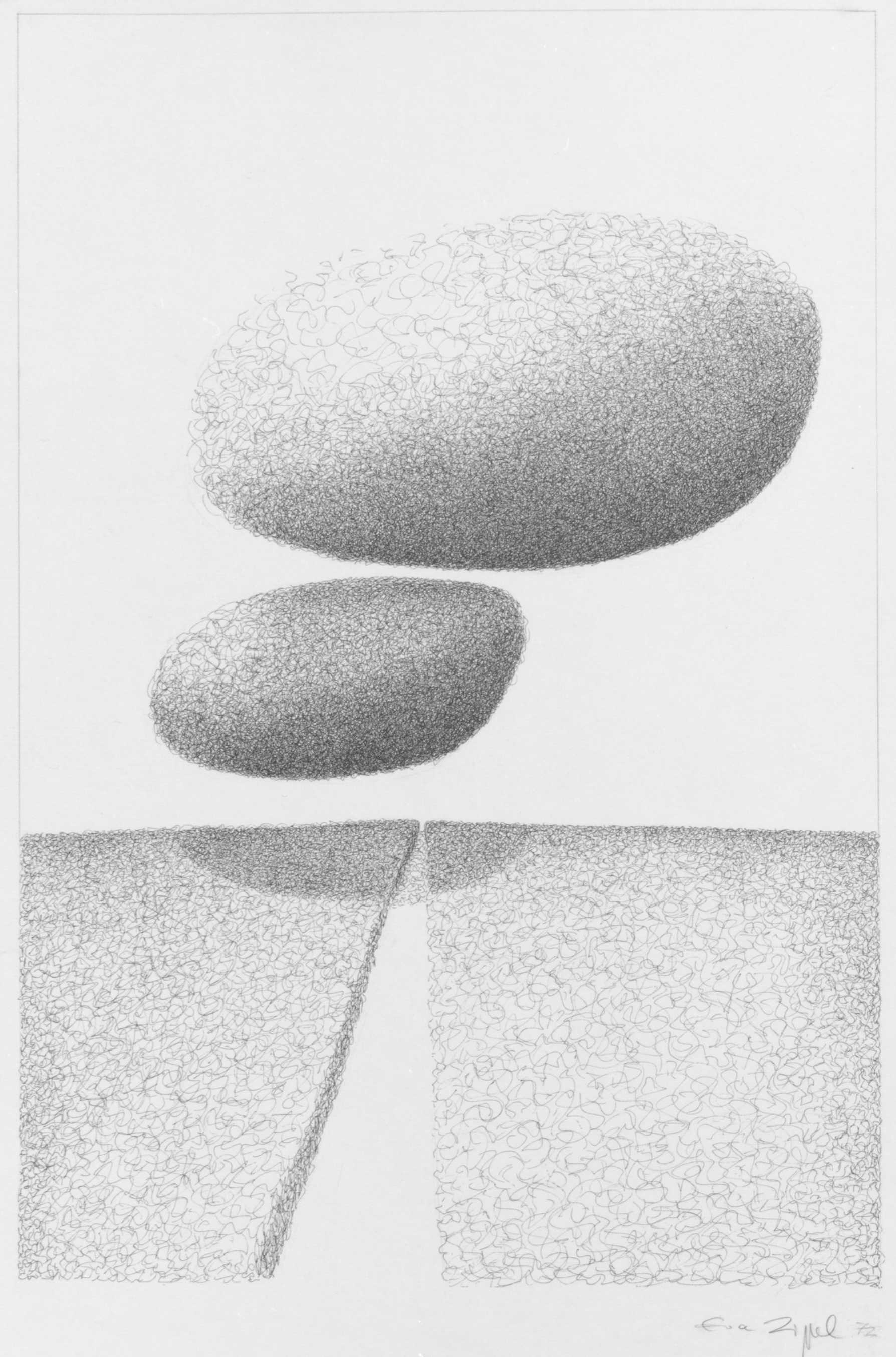
Wolken, 1972.
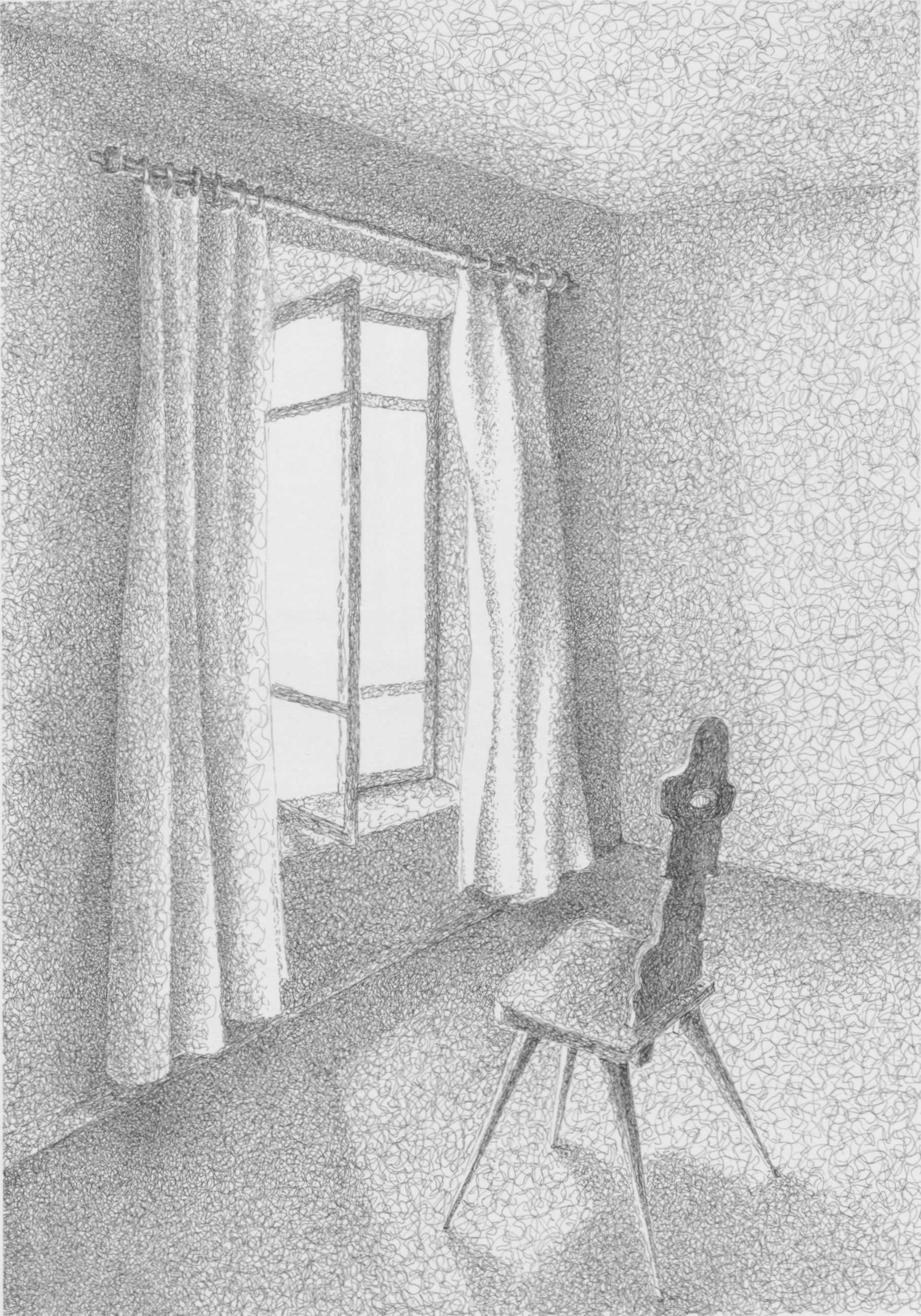
Ausblick, 1979.
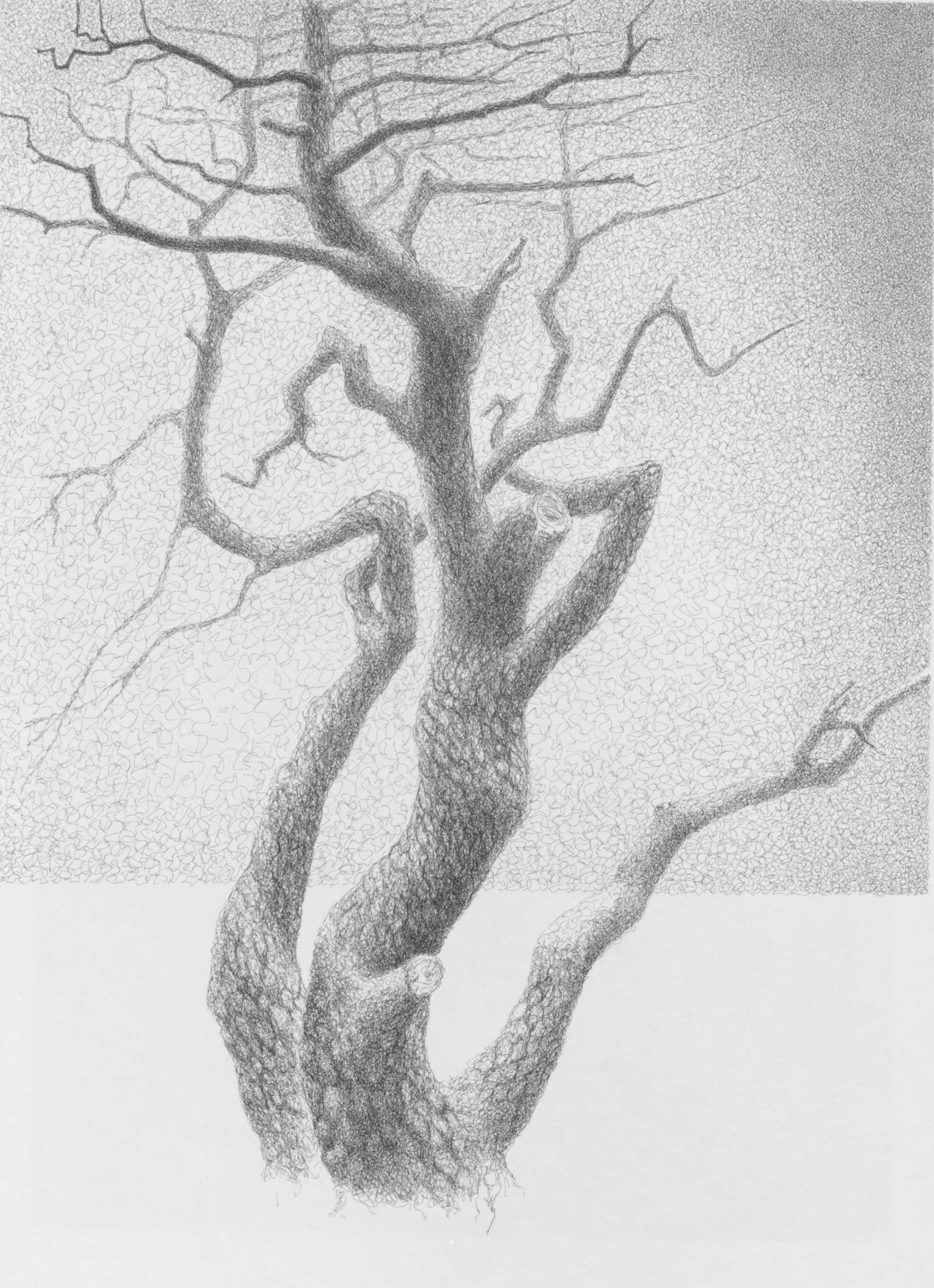
Kiefer, 1986.
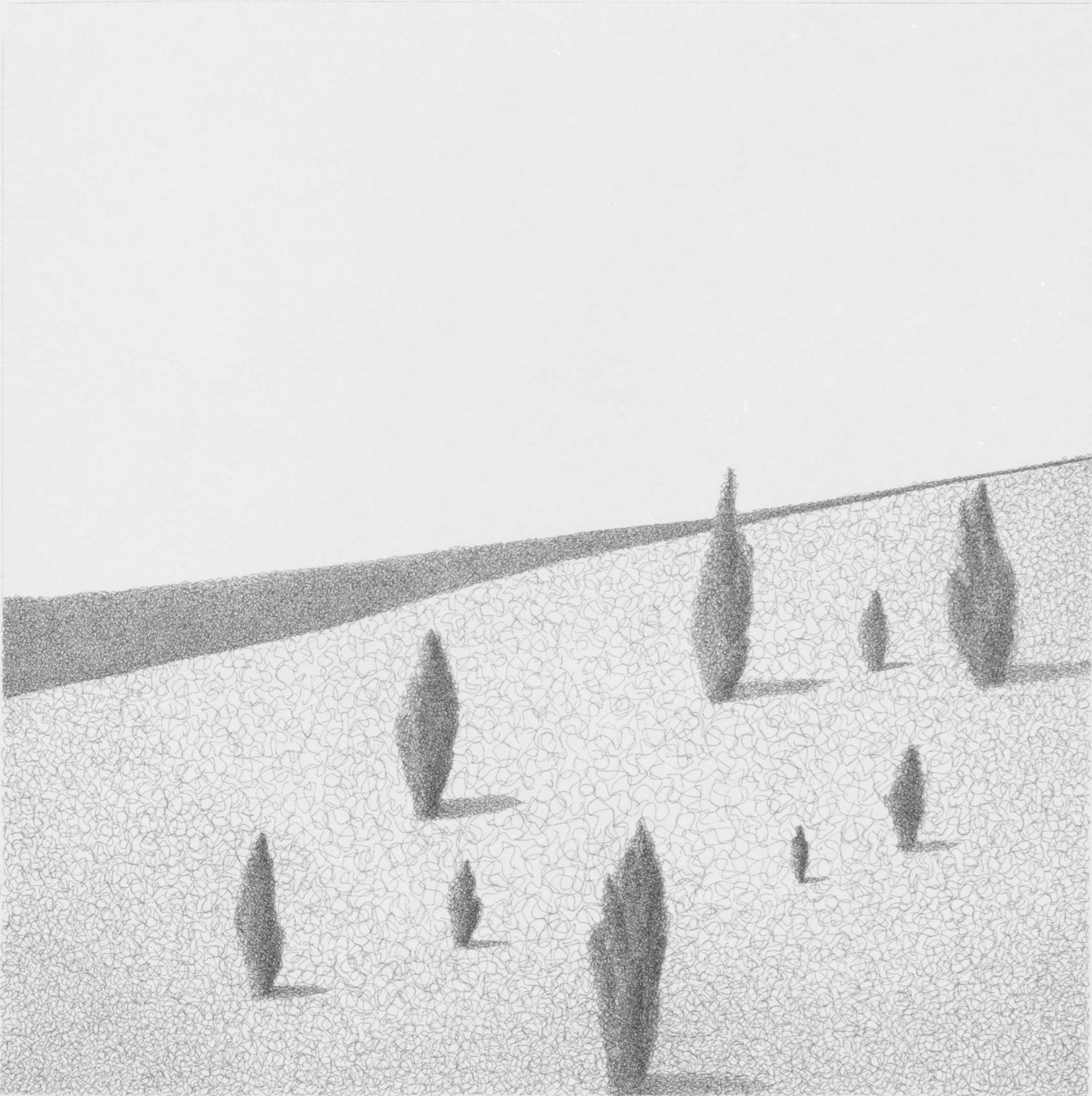
Schwäbische Alb, 1989.

### Besigheimer Kunstskandal 1954
Quellen: #Degreif 1979, #Voß 2005, S. 79–80, #Fellmer 1990, S. 7.
Im Jahr 1953 nahm Eva Zippel an einem Wettbewerb für eine Brückenfigur für die Neckarstaustufe in Besigheim teil. Ihr Modell eines Bauern, der einen Stier bei den Hörnern packt (Gebändigte Kraft), wurde von der Jury mit dem ersten Preis bedacht. Nach deren Urteil „bringt [die Plastik] den Gedanken «gebändigter Kraft» in origineller Weise zum Ausdruck. Dabei ist der Entwurf von großer Straffheit, Geschlossenheit und Dynamik, sodass von der Ausführung eine außerordentliche Wirkung erwartet werden kann.“ Der Ludwigsburger Landrat Hermann Ebner hingegen, der als Vertreter der „Mehrheitsmeinung“ auftrat, hielt die Skulptur für verfehlt und widersetzte sich ihrer Realisierung. Dies sei eine Warnung an die Kunstexperten, der Bevölkerung „eine Kunstdiktatur zu ersparen“. Der Bildhauer Alfred Lörcher ergriff die Partei seiner jungen Kollegin und wandte sich gegen eine „behördlich gelenkte Kunstpolitik“ und erinnerte an die einschlägige Praxis im Dritten Reich. Um dem Streit ein Ende zu bereiten, kaufte die Neckar AG das für die Plastik vorgesehene Grundstück, so dass sie ohne öffentliche Einflussnahme ausgeführt und aufgestellt werden konnte.
Fast zeitgleich wurde Zippels ehemaliger Lehrer an der Kunstakademie Otto Baum ebenfalls in einen Kunststreit verwickelt. Auch er gewann einen Wettbewerb für eine Brückenplastik in Esslingen, die aber nach einer öffentlich ausgetragenen Polemik dann doch nicht realisiert wurde.

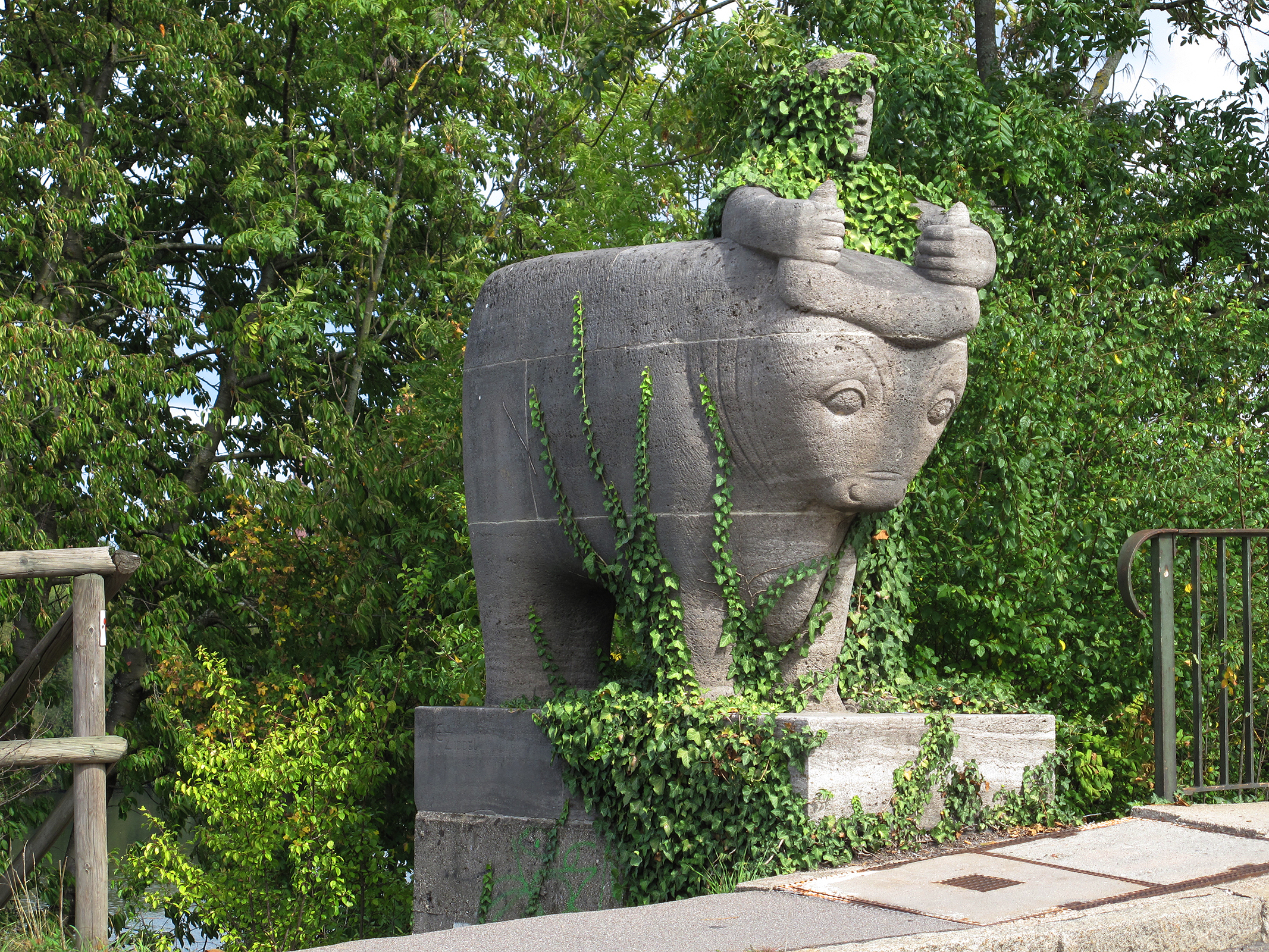
Gebändigte Kraft, 1954.
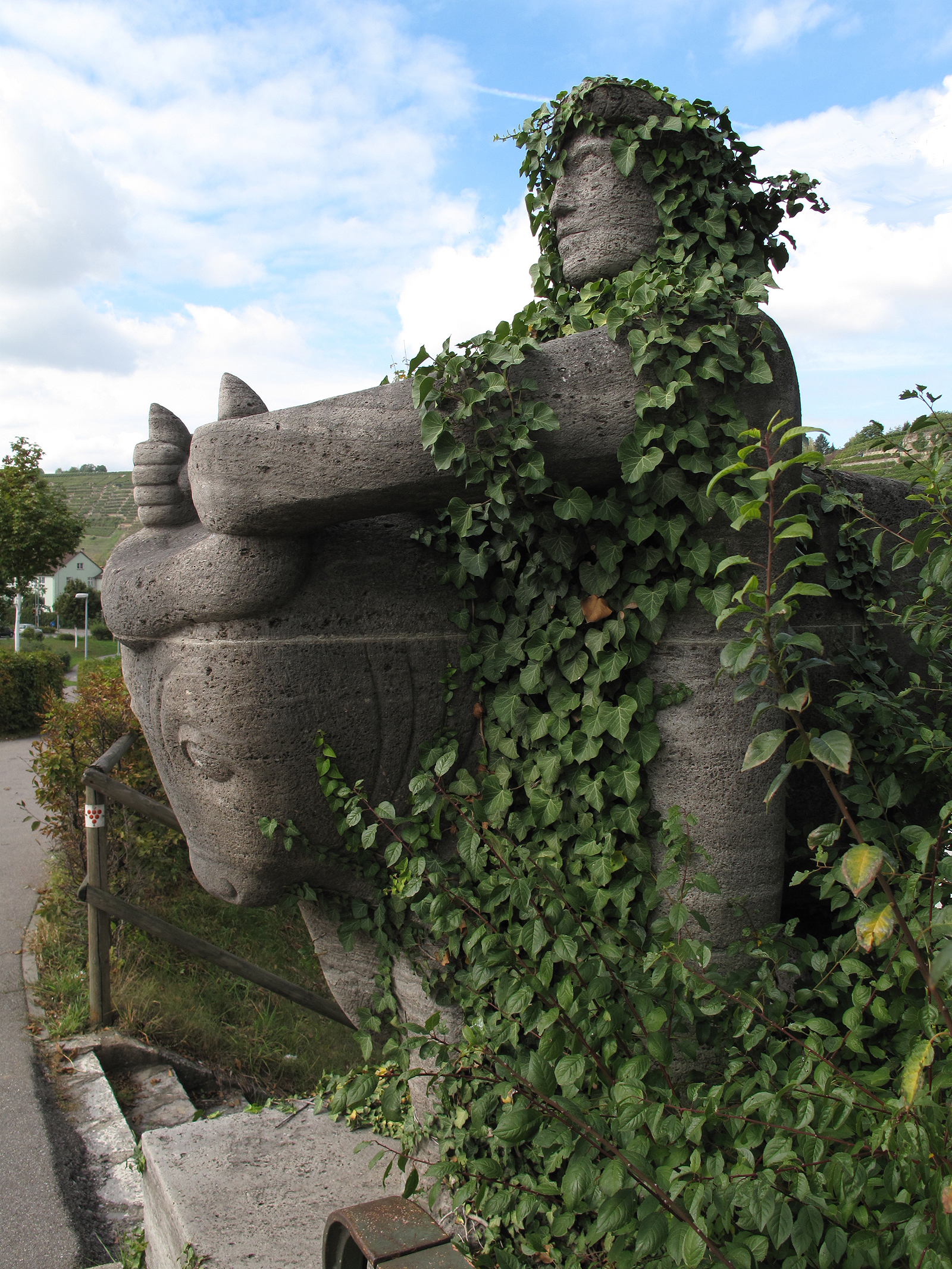
Dto.

## Ausstellungen
Hauptquelle: #Fellmer 1990, S. 127.

### Einzelausstellungen
- 1952: Spendhaus, Reutlingen.[29]
- 1956: Kunstverein, Stuttgart.
- 1970: Eva Zippel, Reliefs, Galerie der Stadt Stuttgart, Raum 1.
- 1971: Eva Zippel, Reliefs und Grafik / Gisela Sternstein, Malerei – Qualerie 1, Esslingen.
- 1972: Altes Haus, Heidenheim.
- 1975: Galerie Maercklin, Stuttgart.
- 1990: Eva Zippel, Bildhauerportraits und Zeichnungen aus den Jahren 1949–1989, Galerie GEDOK, Stuttgart.
- 1994: Körper und Raum. Eva Zippel, Zeichnungen / Karin Kieltsch, Malerei, Reihe 22, Galerie Künstlertreff, Stuttgart.
- 2000: Eva Zippel, Plastische Skizzen, Wilhelmspalais, Mörike-Kabinett, Stuttgart.
- 2000: Eva Schorr, Malerei / Gabriele Panhans, Malerei / Eva Zippel, Bildhauerarbeiten, Rathaus Schönaich.
- 2002: Eva Zippel, Körperlandschaften, Galerie GEDOK Stuttgart.
- 2005: Retrospektive zum 80. Geburtstag von Eva Zippel, Arbeiten aus fünf Jahrzehnten: Skulpturen, Reliefs und Zeichnungen, Galerie GEDOK, Stuttgart.
- 2014: Eva Zippel, Tierstudien aus der Wilhelma, Galerie GEDOK, Stuttgart.

### Gruppenausstellungen
- 1957: Peintres allemands contemporains, Musée de Lyon.[30]
- 1961: Plastik der Gegenwart, Hugo-von-Montfort-Preis, Bregenz, Künstlerhaus.[31]
- 1961: Künstlerbund Baden-Württemberg, 7. Landesausstellung, Heidelberg, Kurpfälzisches Museum.[32]
- 1967: Stuttgarter Sezession, Stuttgart, Kunstgebäude.[33]
- 1987: 27 Künstlerinnen der GEDOK Stuttgart.[34]
- 1991: Sammlung Lütze II, 80 Skulpturen und Objekte der 80er Jahre aus Süddeutschland, Marstall des Schlosses Rastatt.

## Werke in öffentlichen Sammlungen
- Kreissparkasse Esslingen: Porträt Anton Stankowski.[35]
- Sammlung der Stadt Esslingen: Sie befühlen sich.[36]
- Deutsche Bundesbank, Frankfurt am Main.
- Sammlung Westermann, Rastatt.
- Sammlung Lütze II, Sindelfingen.
- Haus der Geschichte Baden-Württemberg, Stuttgart: Porträt Marcia Haydée.[37]
- Kunstmuseum Stuttgart: Sie berühren sich.[38]
- Ministerium für Wissenschaft, Forschung und Kunst Baden-Württemberg, Stuttgart.
- Regierungspräsidium Stuttgart: Porträt Heinz E. Hirscher.[39]
- Schwäbische Bank, Stuttgart: Elefanten-Relief.
- Staatsgalerie Stuttgart: Flugsamen.[40]
- Stadtbibliothek Stuttgart, Graphothek: Nr. 359–361.

## Werkverzeichnis
| Karte mit allen Standorten der Kunstwerke im öffentlichen Raum |
| Klicken Sie in der folgenden Zeile auf OSM, Google oder Bing. Karte mit allen Koordinaten des Abschnitts Kunst im öffentlichen Raum: OSM Es wird eine OpenStreetMap-Karte, eine Google-Maps-Karte oder eine Bing-Maps-Karte mit den Standorten aller Kunstwerke im öffentlichen Raum angezeigt. |

| Karte für den Standort eines Kunstwerks im öffentlichen Raum                                                                                |
| Klicken Sie in der Spalte Koordinaten auf den Koordinaten-Link. Es wird eine OpenStreetMap-Karte mit dem Standort des Kunstwerks angezeigt. |

| Jahr         | Entstehungsjahr.               |
| Beschreibung | Werktitel sind kursiv gesetzt. |

### Kunst im öffentlichen Raum
| Nr. | Jahr | Abbildung | Beschreibung | Material               | Höhe × Breite × Tiefe in cm | Adresse                                 | Koordinaten           |
| --- | ---- | --------- | --- | ---------------------- | --------------------------- | --------------------------------------- | --------------------- |
| 1   | 1951 |           | Totenengel, Hochrelief, Fangelsbachfriedhof, Vorhalle der Leichenhalle. | Sandstein              | 113 × 89                    | Stuttgart, Cottastraße / Heusteigstraße | 48,7665° N, 9,1736° O |
| 2   | 1952 |           | Brunnen, Volksschule. | Beton                  |                             | Tailfingen                              |                       |
| 3   | 1953 |           | Brunnen, Gablenberg-Schule. | Muschelkalk            |                             | Stuttgart                               |                       |
| 4   | 1954 |           | Gebändigte Kraft (auch Zähmung, volkstümlich Mann mit Ochs), an der Neckarbrücke beim Neckarkraftwerk Besigheim, Besigheimer Skulpturenpfad, Nr. 13. Literatur: #Baden-Württemberg 1954, #Degreif 1979, #Duschek 1960, #F. W. 1956, #Voß 2005, S. 79–80, #Fellmer 1990, S. 7–8, 12, 15. | Muschelkalk            | 300 × 300                   | Besigheim, Hessigheimer Straße          | 49,0033° N, 9,1467° O |
| 5   | 1954 |           | Gebändigte Kraft (auch Zähmung, volkstümlich Mann mit Ochs), an der Neckarbrücke beim Neckarkraftwerk Besigheim, Besigheimer Skulpturenpfad, Nr. 13. | Muschelkalk            | 300 × 300                   | Besigheim, Hessigheimer Straße          | 49,0033° N, 9,1467° O |
| 6   | 1955 |           | Schutz der Wirtschaft im Inland durch Zollgebühren, Wandrelief, Hauptzollamt, Eingangshalle im Altbau. | italienischer Schiefer | 170 × 120                   | Stuttgart, Hackstraße 83                | 48,7893° N, 9,2076° O |
| 7   | 1955 |           | Trinkbrunnen, Olgastift. | Beton, Keramik         |                             | Stuttgart                               |                       |
| 8   | 1955 |           | Trinkbrunnen, Olgastift. | Beton, Keramik         |                             | Stuttgart                               |                       |
| 9   | 1955 |           | Trinkbrunnen, Olgastift. | Beton, Keramik         |                             | Stuttgart                               |                       |
| 10  | 1956 |           | Reliefwand (110 Schmuckkacheln), Volksschule, Eingang. | Keramik                |                             | Bad Saulgau                             |                       |
| 11  | 1956 |           | Einer von drei Trinkbrunnen, Volksschule. | Beton, Keramik         |                             | Bad Saulgau                             |                       |
| 12  | 1957 |           | Zwei Reliefwände, Stadthalle. | Backstein              |                             | Bad Saulgau                             |                       |
| 13  | 1957 |           | Brunnen mit Tierrelief, Volksschule. | Kunststein             |                             | Hepsisau                                |                       |
| 14  | 1958 |           | Sechs Reliefs, Gewerbeschule. | Keramik                |                             | Leutkirch                               |                       |
| 15  | 1958 |           | Sechs Reliefs, Schule. | Keramik                |                             | Rottenburg am Neckar                    |                       |
| 16  | 1958 |           | Ambo, Heiliggeistkirche. | Beton, Keramik         |                             | Schorndorf                              |                       |
| 17  | 1958 |           | Relief, Volksschule. | Beton                  |                             | Sigmaringen                             |                       |
| 18  | 1958 |           | Grabstein, Friedhof Botnang. | Sandstein              |                             | Stuttgart                               |                       |
| 19  | 1959 |           | Neidhart-Brunnen, Kurgarten. Literatur: #Gundel 1995, S. 54, Abb. 10. | Cannstatter Travertin  |                             | Bad Überkingen                          |                       |
| 20  | 1959 |           | Giebelrelief, Rathaus. | Muschelkalk            |                             | Ehningen                                |                       |
| 21  | 1959 |           | Giebelrelief, Berufsschule. | Beton                  |                             | Rottenburg am Neckar                    |                       |
| 22  | 1960 |           | Sieben Reliefs, Volksschule. | Keramik                |                             | Burladingen                             |                       |
| 23  | 1960 |           | Vater und Sohn, Freiplastik vor der Ameisenbergschule. Literatur: #Fellmer 1990, S. 17. | Muschelkalk            | Überlebensgröße             | Stuttgart, Ameisenbergstraße 2          | 48,7844° N, 9,1947° O |
| 24  | 1961 |           | Grabstein, Friedhof Sillenbuch. | Sandstein              |                             | Stuttgart                               |                       |
| 25  | 1961 |           | Insekten, Wandgestaltung, Olgastift. | Keramik                |                             | Stuttgart                               |                       |
| 26  | 1961 |           | Insekten, Wandgestaltung, einzelne Fliesen, Olgastift. | Keramik                |                             | Stuttgart                               |                       |
| 27  | 1961 |           | Brunnen, Olgastift. | Beton, Keramik         |                             | Stuttgart                               |                       |
| 28  | 1962 |           | Spielplastik, Kindergarten Steckfeld. | Kunststein             |                             | Stuttgart                               |                       |
| 29  | 1963 |           | Relief und Brunnen, Volksschule. | Bronze, Keramik        |                             | Burladingen                             |                       |
| 30  | 1963 |           | Türklinke, Rathaus. | Aluminium              |                             | Reichenbach an der Fils                 |                       |
| 31  | 1964 |           | Relief, Rathaus. | Terracotta             |                             | Reichenbach an der Fils                 |                       |
| 32  | 1964 |           | Grabstein, Friedhof Degerloch. | Sandstein              |                             | Stuttgart                               |                       |
| 33  | 1965 |           | Zwei Trinkbrunnen, katholische und evangelische Schule. | Keramik                |                             | Bad Saulgau                             |                       |
| 34  | 1965 |           | Reliefwand, Gewerbeschule. | Keramik                |                             | Öhringen                                |                       |
| 35  | 1965 |           | Relief, Volksschule. | Keramik                |                             | Sigmaringen                             |                       |
| 36  | 1965 |           | Abendmahlkreuz, Heilig-Geist-Kirche. | Holz                   |                             | Stuttgart                               |                       |
| 37  | 1966 |           | Grabstein, Fangelsbachfriedhof. | Sandstein              |                             | Stuttgart                               |                       |
| 38  | 1967 |           | Brunnen, Gymnasium. | Beton, Keramik         |                             | Balingen                                |                       |
| 39  | 1970 |           | Brunnen. | Bronze, Beton          |                             | Scharnhausen, Nellingerstraße           |                       |
| 40  | 1970 |           | Zueinander, Doppelplastik, Wandinstallation im Erdgeschoss des Hauptstaatsarchivs Stuttgart. Literatur: #Fellmer 1990, S. 7–8, 12, 25. | Bronze                 | 270 × 155 × 170             | Stuttgart, Konrad-Adenauer-Straße 4     | 48,7767° N, 9,1844° O |
| 41  | 1971 |           | Spielplastik, Kindergarten Möhringen. | Mineros                |                             | Stuttgart                               |                       |
| 42  | 1971 |           | Spielplastik, Kindergarten Plieningen. | Mineros                |                             | Stuttgart                               |                       |
| 43  | 1973 |           | Freischw. Relief, Friedhofskapelle. | Bronze                 |                             | Hegnach                                 |                       |
| 44  | 1973 |           | Grabkreuz, Waldfriedhof. | Bronze                 |                             | Stuttgart                               |                       |
| 45  | 1974 |           | Relief, Landeszentralbank. | Bronze                 |                             | Albstadt                                |                       |
| 46  | 1975 |           | Sitzende Figur, Freiplastik, Deutsche Bundesbank, Dachterrasse. | Bronze                 | 140 × 100                   | Stuttgart, Marstallstraße 3             | 48,7805° N, 9,181° O  |
| 47  | 1979 |           | Mahnmal für die Toten des Zweiten Weltkriegs, Ausführung: Jörg Failmezger. | roter Sandstein        |                             | Stuttgart, Waldfriedhof                 |                       |

### Plastik
Hinweis: Wenn die Besitzangabe fehlt, befindet sich das Werk im Nachlass Eva Zippel.
| Nr. | Jahr | Abbildung | Beschreibung                                                                              | Material                     | Höhe × Breite × Tiefe in cm |
| --- | ---- | --------- | ----------------------------------------------------------------------------------------- | ---------------------------- | --------------------------- |
| 1   | 1947 |           | Hirsch mit Eichenlaub, Relief, Entwurf für die Württembergische Forstdirektion Stuttgart. | Gips                         | 180 × 600                   |
| 2   | 1948 |           | Stehende, Skulptur.                                                                       | Muschelkalk                  | 90 × 28 × 20                |
| 3   | 1949 |           | Schreitende, Skulptur, Privatbesitz.                                                      | Wirbelau-Marmor              | 60 × 25 × 13                |
| 4   | 1950 |           | Hirtenlied, Relief.                                                                       | Terrakotta                   | 74 × 61                     |
| 5   | 1950 |           | Schäfer, Skulptur.                                                                        | Muschelkalk                  | 40 × 31 × 27                |
| 6   | 1951 |           | Familie (Seitenansicht), Skulptur, Besitz Charles Gordon, London.                         | Muschelkalk                  | 53 × 25 × 20                |
| 7   | 1951 |           | Familie (Vorderansicht), Skulptur, Besitz Charles Gordon, London.                         | Muschelkalk                  | 53 × 25 × 20                |
| 8   | 1956 |           | Ruhendes Rind, Skulptur.                                                                  | Muschelkalk                  | 22 × 17 × 40                |
| 9   | 1956 |           | Altes Ehepaar, Plastik.                                                                   | Terrakotta                   | 23 × 20 × 12                |
| 10  | 1956 |           | Geburt, Plastik.                                                                          | Terrakotta                   | 15 × 24 × 12                |
| 11  | 1956 |           | Cellist, Plastik.                                                                         | Terrakotta                   | 19 × 12 × 12                |
| 12  | 1956 |           | Gespräch, Plastik.                                                                        | Terrakotta gewachst          | 15 × 13 × 13                |
| 13  | 1957 |           | Abendmahl, Plastik, Privatbesitz.                                                         | Bronze                       | 30 × 26                     |
| 14  | 1962 |           | Liegender Torso, Plastik, Privatbesitz.                                                   | Gips                         | 34 × 44                     |
| 15  | 1963 |           | Im Wald, Relief, Entwurf für ein Rathaus im Schönbuch.                                    | schwarzer Kunststein         |                             |
| 16  | 1965 |           | Elefanten, Relief.                                                                        | Terrakotta                   | 62 × 83 × 10                |
| 17  | 1966 |           | Mollusk, Skulptur.                                                                        | Alabaster                    | 14 × 25 × 29                |
| 18  | 1966 |           | Zyklopenwand, Relief.                                                                     | Keramik Eisenreduktion       | 38 × 63                     |
| 19  | 1967 |           | Keimling, Relief.                                                                         | Terrakotta                   | 45 × 30                     |
| 20  | 1968 |           | Torso, Relief, Privatbesitz.                                                              | Padukholz                    | 53 × 45                     |
| 21  | 1969 |           | Keimling, Plastik.                                                                        | Bronze                       | 21 × 12 × 9                 |
| 22  | 1969 |           | Zwei, Relief, Stiftung für terre des hommes.                                              | Mooreiche                    | 40 × 38                     |
| 23  | 1969 |           | Sie befühlen sich (Ausschnitt), Relief, Sammlung der Stadt Esslingen.                     | Blei getrieben auf Mooreiche | 80 × 32                     |
| 24  | 1969 |           | Sie berühren sich, Relief, Kunstmuseum Stuttgart.                                         | Blei getrieben auf Mooreiche | 90 × 35                     |
| 25  | 1969 |           | Es spuckt, Relief.                                                                        | Blei getrieben auf Mooreiche | 42 × 88                     |
| 26  | 1969 |           | Er spuckt, Relief.                                                                        | Blei getrieben auf Mooreiche | 98 × 33                     |
| 27  | 1969 |           | Ein Mann, Relief.                                                                         | Blei getrieben auf Mooreiche | 90 × 25                     |
| 28  | 1969 |           | Ein Korn (Ausschnitt), Relief, Sammlung Friedrich Schleich.                               | Blei getrieben auf Mooreiche | 90 × 30                     |
| 29  | 1969 |           | Flugsamen, Relief, Staatsgalerie Stuttgart.                                               | Mooreiche                    | 75 × 20                     |
| 30  | 1970 |           | Es findet einen Weg, Relief, Privatbesitz.                                                | Blei getrieben auf Mooreiche | 105 × 30                    |
| 31  | 1970 |           | La reine s’en va, Relief.                                                                 | Blei getrieben auf Mooreiche | 90 × 37                     |
| 32  | 1970 |           | Familie, Relief, Sammlung Friedrich Schleich.                                             | Mooreiche                    | 85 × 18                     |
| 33  | 1970 |           | Zwei aus einem Stamm, Relief, Privatbesitz.                                               | Mooreiche                    | 84 × 25                     |
| 34  | 1970 |           | Zwei im Quadrat, Relief.                                                                  | Blei getrieben               | 43 × 43                     |
| 35  | 1972 |           | Ohne Titel, Relief.                                                                       | Blei getrieben               | 85 × 22                     |
| 36  | 1972 |           | Wald, Relief.                                                                             | Mooreiche                    | 80 × 29                     |
| 37  | 1972 |           | Kleiner Wald, Relief.                                                                     | Blei, Mahagoni, Mooreiche    | 28 × 38                     |
| 38  | 1973 |           | Welle, Relief.                                                                            | Mooreiche                    | 82 × 21                     |

### Porträts (Skulpturen)
Hinweis: Wenn die Besitzangabe fehlt, befindet sich das Werk im Nachlass Eva Zippel.
| Nr. | Jahr | Abbildung | Beschreibung                                                                          | Material            | Höhe × Breite × Tiefe in cm |
| --- | ---- | --------- | ------------------------------------------------------------------------------------- | ------------------- | --------------------------- |
| 1   | 1949 |           | Porträt meiner Schwester, Skulptur, Privatbesitz.                                     | roter Sandstein     | 34 × 10 × 23                |
| 2   | 1947 |           | Selbst, Plastik, Privatbesitz.                                                        | Ton                 | 11 × 5 × 6                  |
| 3   | 1949 |           | Porträt meiner Mutter, Skulptur, Privatbesitz.                                        | Birnbaum            | 30 × 15 × 18                |
| 4   | 1954 |           | Porträt Eva Hohrath, Skulptur, Besitz Eva Hohrath.                                    | Muschelkalk         | 38 × 19 × 20                |
| 5   | 1954 |           | Porträt Karl Münchinger, Plastik.                                                     | Terrakotta gewachst | 38 × 18 × 17                |
| 6   | 1951 |           | Porträt Bernhard Klein, Plastik.                                                      | Gips                | 19 × 11 × 16                |
| 7   | 1956 |           | Porträt Heinz E. Hirscher, Plastik, Regierungspräsidium Stuttgart.                    | Bronze              | 35 × 21 × 18                |
| 8   | 1956 |           | Porträt einer Sängerin, Plastik.                                                      | Bronze              | 15 × 9 × 10                 |
| 9   | 1959 |           | Porträt der Pianistin Lieselotte Gierth, Plastik.                                     | Terrakotta          | 35 × 17 × 20                |
| 10  | 1960 |           | Porträt Margot Fürst, Plastik.                                                        | Zement              | 35 × 17 × 18                |
| 11  | 1962 |           | Porträt Nadia Nerina, Primaballerina London, Skulptur, Besitz Charles Gordon, London. | griechischer Marmor | 32 × 14 × 18                |
| 12  | 1962 |           | Porträt Nadia Nerina, Primaballerina London, Plastik, Besitz Charles Gordon, London.  | Terrakotta          | 33 × 14 × 13                |
| 13  | 1983 |           | Porträt Gisela, Plastik, Privatbesitz.                                                | Bronze, Marmor      | 14 × 7 × 9                  |
| 14  | 1983 |           | Porträt Angelika Fellmer, Plastik.                                                    | Bronze              | 14 × 8 × 9                  |
| 15  | 1985 |           | Porträt Dorothee, Plastik.                                                            | Terrakotta          | 13 × 13 × 12                |
| 16  | 1987 |           | Porträt Ingeborg Kovacsics, Plastik, Besitz Ingeborg Kovacsics.                       | Terrakotta, Eiche   | 22 × 16                     |
| 17  | 1988 |           | Porträt Marguerite, Tonskizze.                                                        |                     | 15 × 14 × 15                |
| 18  | 1988 |           | Porträt Marguerite, Plastik.                                                          | Bronze, Muschelkalk | 22 × 14 × 12                |
| 19  | 1989 |           | Porträt Angelika Fellmer, Plastik, Besitz Angelika Fellmer.                           | Bronze              | 22 × 15 × 6                 |
| 20  | 1988 |           | Porträt Marcia Haydée, Plastik.                                                       | Gips dreifarbig     | 41 × 21 × 30                |
| 21  | 1989 |           | Porträt Marcia Haydée, Plastik, Haus der Geschichte Baden-Württemberg.                | Bronze              | 39 × 18 × 22                |
| 22  | 1988 |           | Porträt Wolf Donndorf, Skulptur.                                                      | Sandstein           | 47 × 25 × 34                |
| 23  | 1989 |           | Porträt Anton Stankowski, Plastik.                                                    | Bronze, Muschelkalk | 50 × 27 × 34                |

### Porträts (Reliefs und Zeichnungen)
Die Abbildungen der folgenden Reliefs und Zeichnungen sind – außer das Porträt von Elle Hoffmann – enthalten in dem Büchlein:
- Armin Elhardt (Hrsg.); Eva Zippel (Illustration): Plastische Skizzen. Von Gästen und Freunden des Stuttgarter Schriftstellerhauses, mit Gedichten und Prosabeiträgen der Portraitierten. Band 13. Edition Wuz, Freiberg am Neckar 2000.

Eva Zippel schrieb dazu: „Meine ‚plastischen Skizzen‘ entstehen aus der Erinnerung an Lesungen, Vorträge und Gespräche im Stuttgarter Schriftstellerhaus. Mit Hilfe einiger Bleistiftskizzen – die möglichst von dem Betroffenen unbemerkt bleiben – wird in der Stille die Erinnerung an den Ausdruck, die Haltung, die Stimme, den Blick plastisch umgesetzt.“
| Nr. | Jahr | Abbildung | Beschreibung | Material   | Höhe × Breite × Tiefe in cm |
| --- | ---- | --------- | --- | ---------- | --------------------------- |
| 1   | 2000 |           | Porträtrelief von Josiane Alfonsi. | Terrakotta | 22,5 × 15 × 2,5             |
| 2   | 2000 |           | Porträtzeichnung von Hans Bender. |            | 21 × 15                     |
| 3   | 2000 |           | Porträtrelief von Armin Elhardt. | Terrakotta | 22,5 × 15 × 2,5             |
| 4   | 2000 |           | Porträtrelief von Günter Guben. | Terrakotta | 22,5 × 15 × 2,5             |
| 5   | 2000 |           | Porträtrelief von Heinz E. Hirscher. | Terrakotta | 22,5 × 15 × 2,5             |
| 6   | 1965 |           | Porträtrelief von Elle Hoffmann, GEDOK Stuttgart. | Bronze     | 54 × 32                     |
| 7   | 2000 |           | Porträtzeichnung von Christoph Lippelt. |            | 21 × 15                     |
| 8   | 2000 |           | Porträtrelief von Usch Pfaffinger. | Terrakotta | 22,5 × 15 × 2,5             |
| 9   | 2000 |           | Porträtrelief von Helmut Pfisterer. | Terrakotta | 22,5 × 15 × 2,5             |
| 10  | 2000 |           | Porträtrelief von Johannes Poethen. | Terrakotta | 22,5 × 15 × 2,5             |
| 11  | 2000 |           | Porträtrelief von Claudia Beate Schill. | Terrakotta | 22,5 × 15 × 2,5             |
| 12  | 2000 |           | Porträtrelief von Peter Schlack. | Terrakotta | 22,5 × 15 × 2,5             |
| 13  | 2000 |           | Porträtzeichnung von Christa Schuenke. |            | 21 × 15                     |
| 14  | 2000 |           | Porträtrelief von Klaus F. Schneider. | Terrakotta | 22,5 × 15 × 2,5             |
| 15  | 2000 |           | Porträtzeichnung von Rainer Wochele. |            | 21 × 15                     |
| 16  | 2000 |           | Porträtrelief von Rainer Wochele. | Terrakotta | 22,5 × 15 × 2,5             |
| 17  | 2000 |           | Acht Porträtzeichnungen. Legende: 1 Sergiu Stefanescu, 2 Usch Pfaffinger, 3 Josiane Alfonsi 4 Klaus F. Schneider, 5 Johannes Poethen, 6 Armin Elhardt 7 Heinz E. Hirscher, 8 Helmut Pfisterer. |            | je 21 × 15                  |

### Zeichnungen
Hinweis: Wenn die Besitzangabe fehlt, befindet sich das Werk im Nachlass Eva Zippel.
| Nr. | Jahr | Abbildung | Beschreibung                      | Material    | Höhe × Breite × Tiefe in cm |
| --- | ---- | --------- | --------------------------------- | ----------- | --------------------------- |
| 1   | 1947 |           | Meine Mutter, Privatbesitz.       | Kohle       | 29 × 21                     |
| 2   | 1972 |           | Wolken.                           | Rapidograph | 54 × 36                     |
| 3   | 1974 |           | Gebirge.                          | Rapidograph | 40 × 55                     |
| 4   | 1974 |           | Kornfeld, Sammlung Wolf Donndorf. | Rapidograph | 34 × 40                     |
| 5   | 1979 |           | Stuhl mit Zeitung.                | Rapidograph | 42 × 29                     |
| 6   | 1979 |           | Ausblick.                         | Rapidograph | 42 × 29                     |
| 7   | 1980 |           | Dialog.                           | Rapidograph | 42 × 27                     |
| 8   | 1981 |           | Einsam.                           | Rapidograph | 42 × 29                     |
| 9   | 1986 |           | Kiefer.                           | Rapidograph | 65 × 50                     |
| 10  | 1986 |           | Kiefernwald.                      | Rapidograph |                             |
| 11  | 1987 |           | Totenbildnis Elle Hoffmann.       | Bleistift   | 29 × 21                     |
| 12  | 1989 |           | Jardin des Plantes.               | Rapidograph | 65 × 50                     |
| 13  | 1989 |           | Schwäbische Alb.                  | Rapidograph | 40 × 40                     |
| 14  | 1989 |           | Landschaft.                       | Rapidograph | 34 × 34                     |
| 15  | 1995 |           | Körperlandschaft 95.III.2.        | Rapidograph | 48,5 × 41,5                 |
| 16  | 1998 |           | Körperlandschaft 98.XII.1.        | Rapidograph | 46,5 × 41,5                 |
| 17  | 2000 |           | Körperlandschaft 00.II.1.         | Rapidograph | 51 × 38                     |
| 18  | 2000 |           | Körperlandschaft 00.III.1.        | Rapidograph | 49 × 35,5                   |
| 19  | 2001 |           | Körperlandschaft 01.XII.2.        | Rapidograph | 46 × 40                     |

## Mitgliedschaften
- GEDOK Stuttgart.
- Verband Bildender Künstler und Künstlerinnen Württemberg (VBKW), seit 1950.
- Association pour l’étude de la pensée de Simone Weil, Paris, von 1989 bis 2009.

## Eigene Schriften, Beiträge, Buchillustrationen
- Daniela-Maria Brandt (Redaktion); Eva Zippel (Hrsg.); Dieter Hannemann (Hrsg.); Bettina Eichin (Hrsg.): Künstlerverzeichnis Baden-Württemberg / Künstlerbund Baden-Württemberg. 6 Bände. Stuttgart 1982.
- Gerbert Grohmann (Text); Eva Zippel (Illustration): Lesebuch der Tierkunde. Achtzehn Tiere. Stuttgart 1982 (14 Zeichnungen).
- Marie-Louise Hoerttrich-Schimming (Text); Eva Zippel (Illustration): Jopo (Bilderbuch). Stuttgart 1946.
- Herta Zippel; Eva Zippel: Nunu der kleine Elefant. Ein Bilderbuch. Stuttgart 1958.
- Eva Zippel (Text): Architektur und Kunst. Beilage des Amtsblatts der Stadt Stuttgart, Nummer 37, 15. September 1983.
- Eva Zippel: Künstlerin im Landkreis. Eleonore Kötter. Sie gehört zu den Künstlern, die die Freundlichkeit haben, sich klar auszudrücken. In: Landkreis Freudenstadt 1985. S. 103–106.
- Eva Zippel: Conseils à l’artiste contemporain. In: Cahiers Simone Weil, tome XVII, No. 1, Mars 1994. – Abdruck und deutsche Übersetzung: #Zippel 2011, S.e 28–48.
- Eva Zippel: Das Erbe der schönen Lau – La-Plapper-Papp. In: Kurt Weidemann (Hrsg.): La Plapper Papp. Das Plunder Wunder der Anni Weigand. Stuttgart 1997, S. 18–31.
- Eva Zippel; Angelika Fellmer (Redaktion): Pariser Skizzen. Stuttgart 1998.
- Eva Zippel; Angelika Fellmer (Redaktion); Carola M. Hoehne (Redaktion): Geschriebenes. Nachtgedanken, Erzählungen, Literarische Skizzen. Stuttgart 2011.

### Leben und Werk
- Bildhauerin Eva Zippel. In: Daniela-Maria Brandt (Redaktion): Künstlerverzeichnis Baden-Württemberg / Künstlerbund Baden-Württemberg, Band 1, Stuttgart 1982, 1 Seite ohne Nummerierung.
- Malerin Herta Zippel-Poddine. In: Daniela-Maria Brandt (Redaktion): Künstlerverzeichnis Baden-Württemberg / Künstlerbund Baden-Württemberg, Band 1, Stuttgart 1982, 1 Seite ohne Nummerierung.
- Malerin Dorothee Zippel-Reckers (= Zippel-Mariano). In: Daniela-Maria Brandt (Redaktion): Künstlerverzeichnis Baden-Württemberg / Künstlerbund Baden-Württemberg, Band 1, Stuttgart 1982, 1 Seite ohne Nummerierung.
- Nikolai B. Forstbauer: Die Bildhauerin Eva Zippel ist tot. In: Stuttgarter Nachrichten Nr. 122 vom 29. Mai 2013, S. 19.
- Portfolio für Margot Fürst zum 24. November 1987, [Marbach 1987], 3 Seiten ohne Seitenzahl.
- Franz Goldstein, Ruth Kähler, Hermann Kähler: Internationales Verzeichnis der Monogramme bildender Künstler seit 1850. Monogrammlexikon, Band 1, Berlin 1999, S. 167 (EZ 1713), 1135.
- Marc Fredric Gundel: Akademie-Schülerschaft und Lehre nach 1945. Zur Bedeutung und Problematik am Beispiel von Otto Baum und Herbert Baumann als Kunsthochschullehrer, Dissertation Universität Heidelberg, Heidelberg 1995, S. 53–56, 90, 91, 92, Abb. 6–15.
- Marc Fredric Gundel: Künstlerische Erziehungsarbeit während und nach dem Zweiten Weltkrieg. Zu Otto Baum (1900–1977) als Privatlehrer von Gudrun Krüger und Kunsthochschullehrer. In: Peter Anselm Riedl, Marc Gundel: Gudrun Krüger – Beginn – Gegenwart, Eningen unter Achalm 1997, S. 10, 11.
- Gert K. Nagel: Schwäbisches Künstlerlexikon. Vom Barock bis zur Gegenwart. Kunst und Antiquitäten, München 1986, ISBN 3-921811-36-8, S. 131.
- Edith Neumann: Künstlerinnen in Württemberg: zur Geschichte des Württembergischen Malerinnen-Vereins und des Bundes Bildender Künstlerinnen Württembergs, Band 2, Stuttgart 1999, S. 120, 166 (Herta Poddine-Zippel).
- (ra): Für Sie im Dienst. Wir stellen städtische Mitarbeiter vor. [Eva Zippel]. In: Stuttgarter Amtsblatt vom 19. April 1979, S. 7.
- (rz): Eva Zippel, die Schleich-Entwerferin. In: Rems-Zeitung Nr. 127 vom 5. Juni 2013, S. 12.
- Allgemeines Künstlerlexikon. Bio-bibliographischer Index A–Z, Band 12, München 2009, S. 823.
- Nachruf. Eva Zippel. Bildhauerin und Autorin. In: Stuttgarter Zeitung Nr. 123 vom 31. Mai 2013, S. 28.
- Zippel, Eva. In: Hans Vollmer (Hrsg.): Allgemeines Lexikon der bildenden Künstler des XX. Jahrhunderts. Band 5: V–Z. Nachträge: A–G. E. A. Seemann, Leipzig 1961, S. 211 (Textarchiv – Internet Archive – Leseprobe).
- Friederike Voß: Bewohnerin der ersten Stunde – Gespräch mit der Bildhauerin Eva Zippel. In: Christiane von Seebach (Hrsg.); Rita E. Täuber (Hrsg.): 50 Jahre GEDOK-Haus Stuttgart, Tübingen 2005, S. 78–83, S. 75 (Porträt Elle Hoffmanns von Eva Zippel).

### Werke
- Die Staatliche Akademie der Bildenden Künste Stuttgart 1946–1953, Stuttgart 1953, S. 44 (Abbildung: Hirtenlied).
- In Baden-Württemberg. Kultur, Leben, Natur 1954, Heft 3, S. 14 (Abbildung: Gebändigte Kraft).
- Stadt Besigheim (Hrsg.): Besigheimer Skulpturenpfad, Besigheim ohne Jahr (Gebändigte Kraft).
- Uwe Degreif: Skulpturen und Skandale. Kunstkonflikte in Baden-Württemberg, Tübingen 1997, S. 50, 205–207 (Besigheimer Kunstskandal, Gebändigte Kraft).
- Karl Diemer: Alles ist Gleichnis. Neue Arbeiten von Eva Zippel in der Galerie Maercklin. In: Stuttgarter Nachrichten Nr. 119 vom 27. Mai 1975, S. 17.
- Olga Duschek: Besigheim. Die alte Weinstadt an Neckar und Enz / The old winegrowing town / La vieille ville vinicole, Konstanz 1960, S. 32.
- Armin Elhardt (Hrsg.); Eva Zippel (Illustration): Plastische Skizzen. Von Gästen und Freunden des Stuttgarter Schriftstellerhauses, mit Gedichten und Prosabeiträgen der Portraitierten, Edition Wuz, Band 13, Freiberg am Neckar 2000.
- F. W.: Das Tier als Mitgeschöpf – Betrachtungen über in Stein gehauene Plastiken. In: Steinmetz und Steinbildhauer 72, 1956, S. 204–208, Eva Zippel: Seite 205–206 (Gebändigte Kraft).
- Achtung: Kunst! Das kenn ich doch! Kunst in Stuttgart. In: Good News vom 13. Oktober 2012 goodnews-stuttgart.de (Christophorus).
- Dieter Hannemann: Kunst in der Architektur. Landeshauptstadt Stuttgart. Eine Dokumentation aller durch die Landeshauptstadt Stuttgart in Auftrag gegebenen Kunstwerke im Bereich der Architektur 1949 bis 1979, Stuttgart 1979, S. 102–103.
- Reutlingen. In: Die Kunst und das schöne Heim 50. 1951/1952, Beilage, S. 165 (Ausstellungsteilnahme im Reutlinger Spendhaus).
- Das Kunstwerk. Zeitschrift für moderne Kunst 5. 1951, Heft 2, S. 28 (Abbildung: Hirtenlied).
- Das Kunstwerk. Zeitschrift für moderne Kunst 10. 1956–1957, Heft 1/2, S. 52 (Abbildung: Schäfer).
- Uta Beatrice Prenger: 25 Jahre Elle-Hoffmann-Haus, Stuttgart 1979, S. 13 links (Eva Zippel im Atelier), 26 (Relief Elle Hoffmann), 32 (Hyänen 58), 50 (Knoten), 81.
- Künstlerische Gestaltung der Bauwerke am Neckar. In: Die Rheinschiffahrt. Fachzeitschrift für die Binnenschiffahrt und das Fährwesen Nr. 4 vom 25. Februar 1963, S. 49 (Gebändigte Kraft).
- Der unbekannte politische Gefangene (Skulptur-Wettbewerb des „Londoner Instituts für zeitgenössische Künste“). In: Der Spiegel Nr. 3 vom 14. Januar 1953.
- Sinnbild des Gemeinwesens. In: Stuttgarter Zeitung vom 7. August 1971 (Bronzeplastik Zueinander).
- Fritz Wiedermann: Plastische Kunstwerke für die Neckarstaustufen. In: Der Holz- und Steinbildhauer 1956, Heft 1, S. 1–6, Eva Zippel: Bild 5 (Gebändigte Kraft).
- Günther Wirth: Zeitgenössische Kunst aus Südwestdeutschland. Zur 7. Landesausstellung im Kurpfälzischen Museum in Heidelberg. In: Ruperto Carola. Mitteilungen der Freunde der Studentenschaft der Universität Heidelberg e. V., 13. Jahrgang, Band 30, 1961, S. 166–170, Eva Zippel: S. 170.
- Günther Wirth: Zwischen Tradition und Aufgeschlossenheit …, "Stuttgarter Sezession" zog für ihre Schau im Kunstgebäude jetzt auch junge Künstler heran. In: In Baden-Württemberg. Kultur, Leben, Natur 1967, Heft 7, S. 39 (Teilnahme Eva Zippels mit ihrem Relief Elefantenwand).

### Kataloge
- Angelika Fellmer (Katalog): 27 Künstlerinnen der GEDOK Stuttgart, Stuttgart 1987, 2 Seiten ohne Seitenzählung (Lebenslauf, Abbildung: Zwei im Quadrat).
- Angelika Fellmer (Katalog); Kurt Leonhard (Einführung): Eva Zippel, Skulpturen und Zeichnungen aus den Jahren 1947–1989, Stuttgart 1990.
- Angelika Fellmer (Redaktion); Eva Zippel (Illustration): Körperlandschaften. Tuschezeichnungen, Stuttgart 2002.
- Eugen Keuerleber: Eva Zippel, Reliefs. Galerie der Stadt Stuttgart, Kunstgebäude am Schloßplatz, Raum 1, 23. Juli bis 20. September 1970, Stuttgart 1970.
- Künstlerbund Baden-Württemberg. 19. Jahresausstellung, Stuttgart Württ. Kunstverein, 2. November bis 2. Dezember 1973, Stuttgart 1973, S. 34, 171.
- Jean-Jacques Lerrant: Peintres allemands contemporains. Musée de Lyon 1957, Lyon 1957, Nr. 57 (Karussell), 58–59.
- Oscar Sandner (Redaktion): Plastik der Gegenwart. Hugo-von-Montfort-Preis 1961. Bregenz – Künstlerhaus, 14. Juli – 15. August 1961, Bregenz 1961, Nr. 87 (Sitzende).
- Galerie Schlichtenmaier (Hrsg.): Skulptur im Schloss II. Von Antes bis Zippel. Schloss Dätzingen, Grafenau. Grafenau 2008, S. 13 (Kleiner Wald).
- Stuttgarter Sezession, Stuttgart 1967, S. 130–131.
- Selbstbildnisse '78. Eine Ausstellung von Mitgliedern des Verbandes Bildender Künstler Württemberg e. V. unter dem Thema Selbstbildnisse ’78 in Stuttgart, Gustav-Siegle-Haus vom 5. August – 27. August 1978. [Stuttgart] 1978, 2 Seiten ohne Seitenzahl.
- Maler und Bildhauer. Ausstellung des Württ. Kunstvereins Stuttgart im Kunstgebäude am Schloßplatz 29. März bis 29. April 1956.Württembergischer Kunstverein, Stuttgart 1956, 2 Seiten ohne Seitenzahl.

### Schleich-Figuren
- Evamaria und Erhard Ciolina; Gerhard Schützner u. a. (Fotos): Werbefiguren und Comicfiguren. Augsburg 1993.
- Evamaria und Erhard Ciolina; Gerhard Schützner u. a. (Fotos): Werbefiguren und Comicfiguren. Mit aktuellen Marktpreisen, Battenberg Antiquitäten-Katalog. Augsburg 1996.
- Cornelia Dörries: Anywhere’s a playground. 75 Jahre Schleich. Berlin 2010.
- Ulrich Gohl: Werbefiguren. In: Trödler & Sammler Journal, Juni 2001, S. 194–198.
- Ulrich Gohl: Schleich-Bieger. In: Trödler & Sammler Journal, September 2003, S. 76–81.
- Jumheidi-jumheida. In: Graphik, 11.1958, Heft 11, S. 2 (Abbildung: Werbemännchen der Chemischen Werke Hüls AG, Marl, Entwurf: Eva Zippel).
- Bettina Hartmann: Kleine Tierschau auf der Alb. Die Firma Schleich aus Herlikofen hat mit naturnahen Figuren Kinderherzen erobert. In: Stuttgarter Nachrichten, 29. Oktober 2005.
- Joachim Kellner (Hrsg.); Werner Lippert (Hrsg.): Werbefiguren. Geschöpfe der Warenwelt [Katalog zu der Ausstellung „Werbefiguren – Geschöpfe der Warenwelt“, die erstmals vom 23. bis 26. Oktober 1991 in der Galleria der Messe Frankfurt stattfand]. Düsseldorf 1992.
- Robert Klose: Geschichte aus PVC. Ein Männchen, ein Kultobjekt. In: Marler Zeitung, 18. Januar 2011: marler-zeitung.de (Hüls-Männchen).
- Robert Klose: Erinnerungen in PVC. Große bunte Männchen-Familie. In: Marler Zeitung, 19. Januar 2011; marler-zeitung.de (Hüls-Männchen).
- I. Meinecke: Spielend werben mit Biegefiguren. In: Erfolg, 10.1961, S. 34–35.
- Michaela Schiessl: Elfenland ist abgebrannt. In: Der Spiegel. Nr. 52, 2007 (online – Firma Schleich, nichts über Eva Zippel).
- So werden Figuren lebendig. In: Das Spielzeug, 1971, Heft 2.